# Cathédrale Saint-Étienne de Bourges
Pour les articles homonymes, voir Saint-Étienne (homonymie).
Cette  cathédrale n’est pas la seule cathédrale Saint-Étienne.

La cathédrale Saint-Étienne de Bourges est une cathédrale catholique construite entre la fin du XIIe et la fin du XIIIe siècle. Dédiée à saint Étienne, premier martyr, elle est le siège de l'archidiocèse de Bourges (départements du Cher et de l'Indre).
Sur le plan architectural, l'édifice est remarquable aussi bien par ses proportions harmonieuses, liées à l'unité de sa conception, que par la qualité de ses tympans, de ses sculptures et de ses vitraux. Elle se distingue notamment des autres grandes cathédrales de l'époque par une recherche toute nouvelle d'un espace intérieur unifié. Cas exceptionnel en France pour une cathédrale gothique, elle ne possède pas de transept.
La cathédrale Saint-Étienne de Bourges a été consacrée le 13 mai 1324. Comme toutes les cathédrales construites avant la séparation des Églises et de l'État, elle appartient maintenant à l'État français. Elle fait l’objet d’un classement au titre des monuments historiques par la liste de 1862 et elle a été inscrite en 1992 sur la liste du patrimoine mondial de l’UNESCO. Elle se situe dans le centre historique de Bourges, secteur sauvegardé depuis 1965.

## Histoire

### Sacrifices

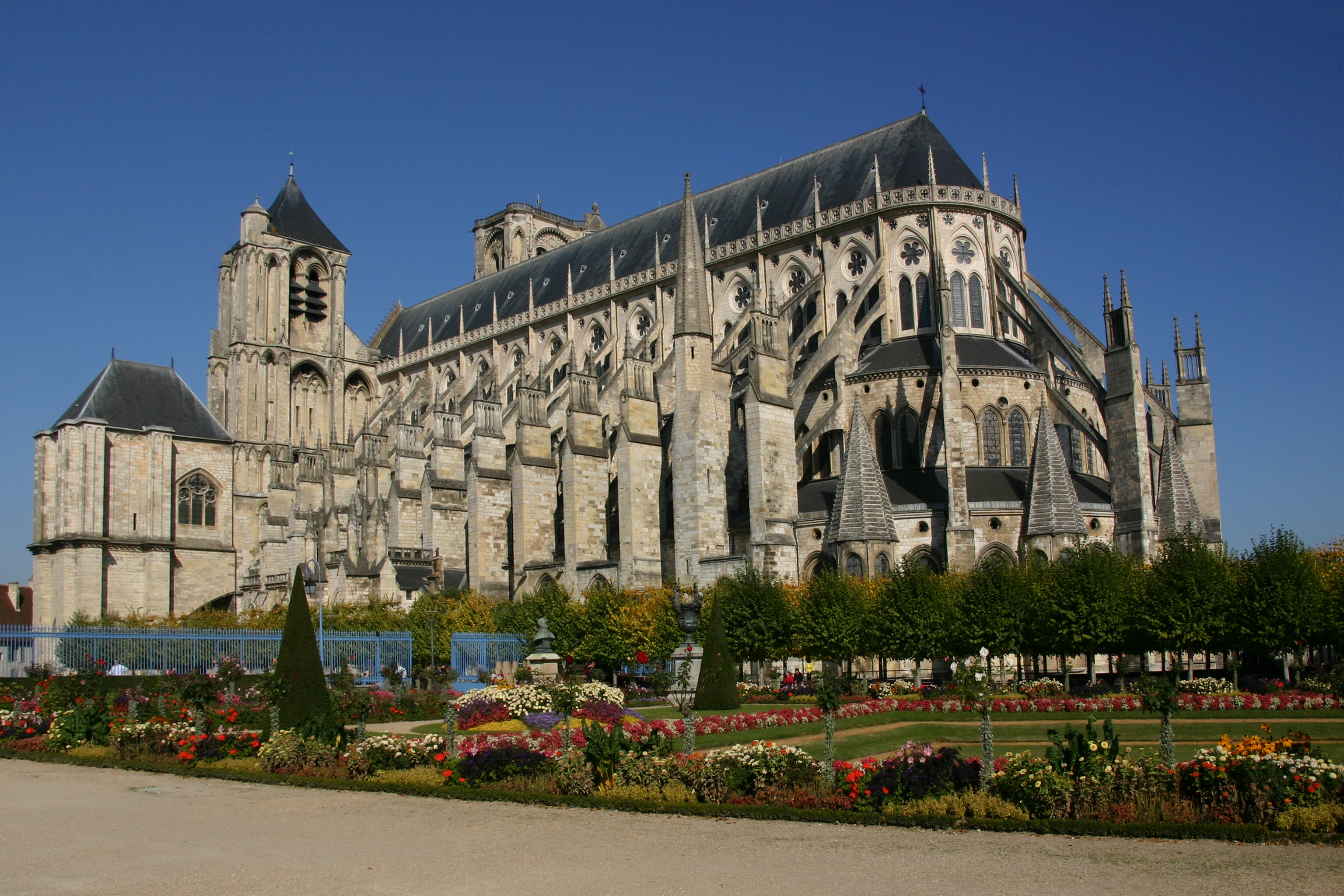
La cathédrale en 2008.

En 1195, Henri de Sully, archevêque de Bourges, frère de Eudes de Sully, évêque de Paris, fait une donation au chapitre de la cathédrale de Bourges. Cette donation sera le point de départ de la construction d'une nouvelle cathédrale à Bourges, destinée à remplacer la cathédrale romane datant des XIe et XIIe siècles, jugée trop petite, dont peu de données sont disponibles. Historiquement, il y a eu sur le site un centre de culte chrétien depuis le IIIe siècle, à l'époque où la ville romaine d'Avaricum abritait la première communauté chrétienne de Gaule. Quatre édifices se succédèrent sur le lieu de l'actuelle cathédrale : des cryptes monumentales furent érigées par saint Ursin au IIIe siècle, saint Palais, archevêque au IVe siècle, et Raoul de Turenne, archevêque au IXe siècle. Gauzlin, archevêque de sang royal — le frère de Robert II le Pieux —, fut le constructeur de la première cathédrale romane, au début du XIe siècle.
Bourges, ville royale depuis 1100, était située à l’époque à la limite sud du domaine royal, à quelques lieues de l’Aquitaine. L’archevêque de Bourges avait d'ailleurs le titre de « Primat d’Aquitaine » et son autorité, souvent contestée, s’étendait jusqu’à Bordeaux.
Cette nouvelle cathédrale est le premier édifice gothique construit au sud de la Loire, et elle apparaissait d’une grande importance aussi bien pour le prestige du roi de France, que pour celui de l’archevêque. Figure de proue du domaine capétien face au midi de la France, la cathédrale Saint-Étienne de Bourges se devait d'être unique dans sa conception. Il fut donc décidé de réaliser un édifice de grande envergure, comparable à Notre-Dame de Paris, et d'innover.
Pour ce faire, il fallait construire au-delà du vieux mur d’enceinte gallo-romain sur lequel s’était appuyé le chœur roman et déborder dans les fossés. La différence de niveau nécessitait la construction d’un soubassement qui anticipe exactement le plan du chevet. C'est l'église basse, appelée à tort la crypte.

### Construction
La construction fut entreprise dès 1195, et en 1214 près de la moitié du bâtiment — à un peu plus du chœur actuel — était achevée.
Le plan de la nouvelle cathédrale est simple, mais harmonieux. Il s'agit d'une forme de basilique avec des chapelles qui entourent la nef. Ce qui rendra le nouvel édifice remarquable, ce sont la perspective des murs latéraux et l'unité de l'espace intérieur. Au départ, l'archevêque Henri de Sully semble s'être inspiré du plan de Notre-Dame de Paris. Il meurt en 1199. Son successeur, l'archevêque Guillaume de Dangeon, ancien abbé cistercien, prend une part importante dans le développement du chantier et dans la définition du programme iconographique. Le décès de Guillaume en 1209, bientôt suivi de sa canonisation, entraîne un afflux de dons de la part des fidèles et des pèlerins.
La construction recourt à une uniformisation des éléments de base, ce qui a dû en faciliter la réalisation. Toutes les moulures ont la même hauteur, il en est de même des chapiteaux et il y a deux diamètres seulement de colonnettes, quelle que soit leur position dans l'édifice.
Après une interruption d’une dizaine d’années, la deuxième campagne de construction — gros œuvre de la nef et de la façade occidentale — commence en 1225 et se poursuivra jusqu’en 1230. À cette date, le gros œuvre est terminé.

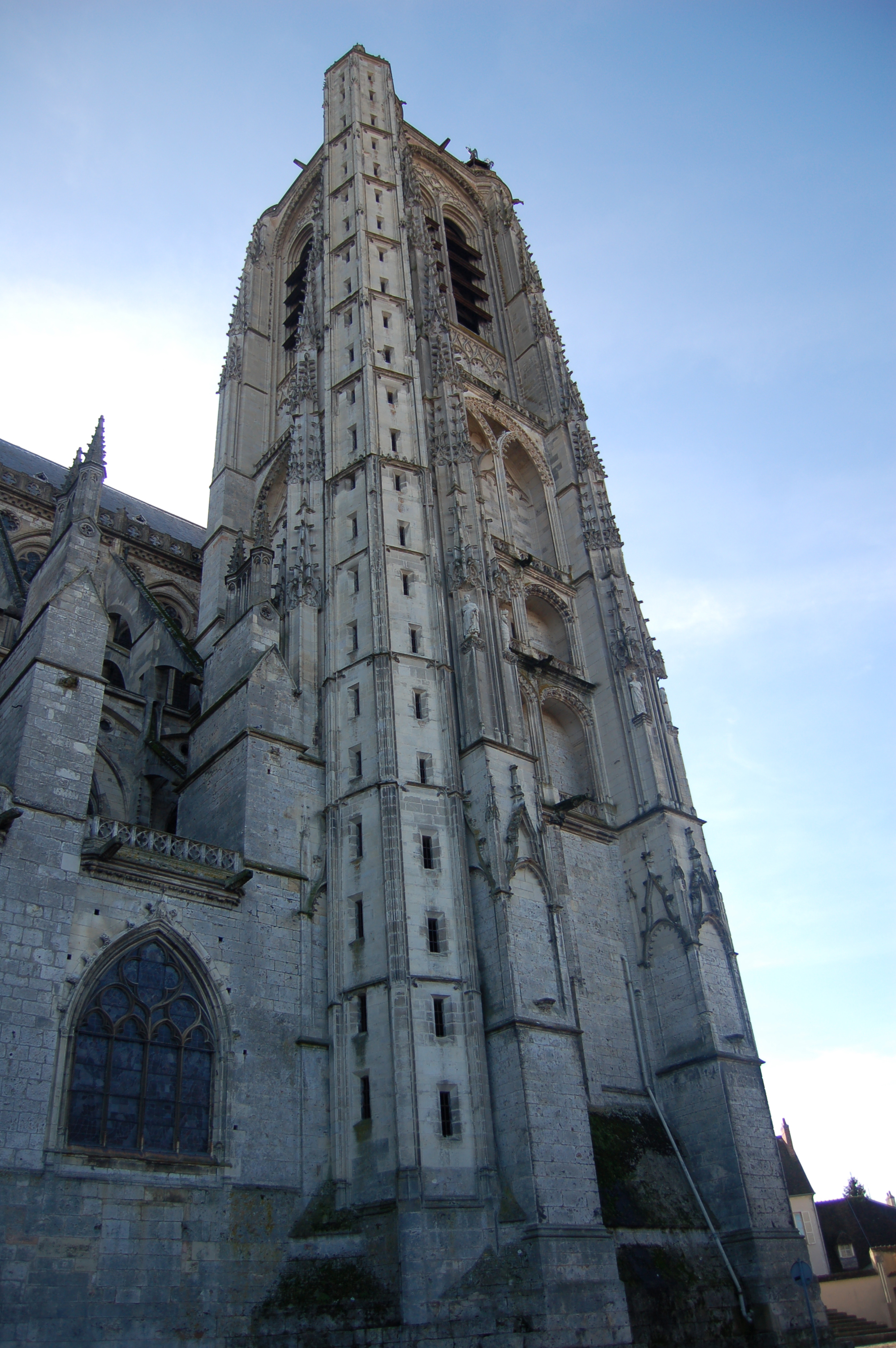
La Tour nord s'effondra en 1506 et dut être reconstruite.

Ensuite, les travaux de la façade ont été effectués au ralenti. En 1313, il fallut étayer la tour sud, dans laquelle étaient apparues des fissures, en implantant un énorme « pilier butant ». Il n'a jamais été possible, en raison de cette fragilité, d'y implanter des cloches, d'où son  nom de « tour sourde ». D’autres travaux de consolidation de la façade furent entrepris, et la tour nord était encore inachevée lors de la consécration de la cathédrale le 13 mai 1324 par l'archevêque Guillaume de Brosse.
Les architectes qui ont succédé au premier Maître de Bourges — d'identité inconnue — ont su préserver la cohérence et la simplicité apparente du programme, l'absence de transept contribuant à l'effet d'unité de l'espace.
En 1424, la cathédrale reçoit son horloge astronomique, construite par André Cassart et conçue par Jean Fusoris.

### XVeetXVIesiècles
Achevée durant les années 1480, la tour Nord montre des signes de fragilité dès 1503. Elle s’écroule le 31 décembre 1506, puis est reconstruite entre 1508 et 1542, en harmonie avec la façade gothique malgré la présence de certains éléments décoratifs de style Renaissance. Financée notamment par des dons, des emprunts et diverses recettes, elle a été appelée la Tour de beurre, probablement pour la même raison que la Tour de beurre de la cathédrale Notre-Dame de Rouen, tour qui a été financée au moyen des sommes versées par les fidèles riches pour obtenir l'autorisation de manger du beurre pendant le carême.
Lors des guerres de religion, en 1562, Bourges ayant été prise par les protestants, les sculptures de la cathédrale furent gravement endommagées.

### Sous la Révolution
À la Révolution Française, la cathédrale fut vidée de son mobilier. Dès la cessation du culte public, elle fut vouée au Culte de la Raison, c'est ainsi que sera inauguré le Temple de l'Unité le 10 décembre 1793.

### XIXesiècle

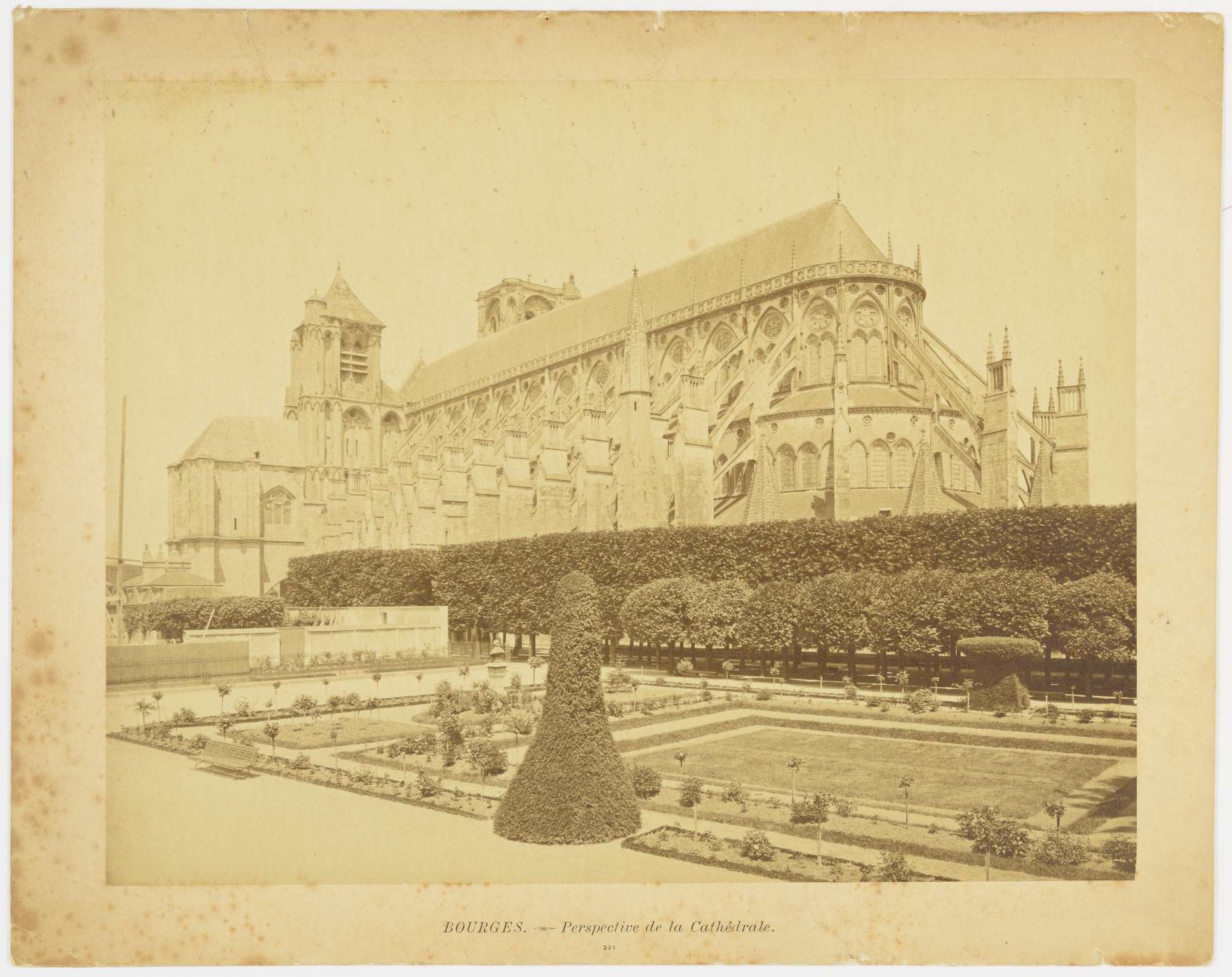
La cathédrale en 1881.

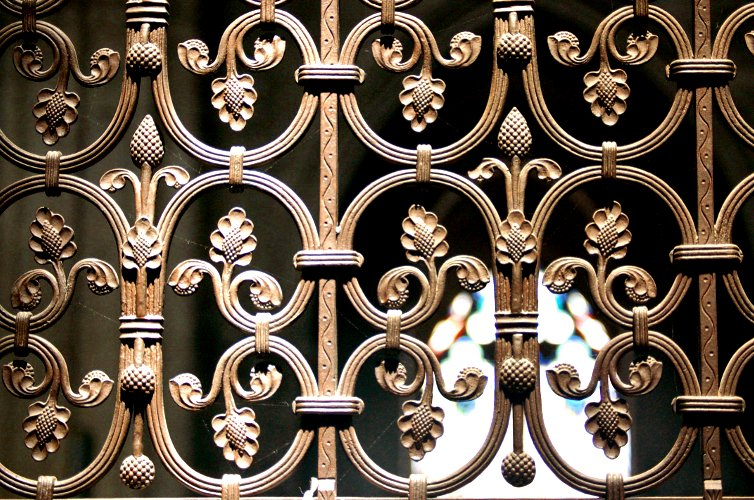
Grilles du chœur.

L'architecte Antoine-Nicolas Bailly entreprend la restauration complète de la cathédrale. Il charge le ferronnier Pierre Boulanger de réaliser les grilles du chœur en fer forgé. Une de ces grilles a été démontée et se trouve actuellement au Foyer Saint-François au 11, rue Joyeuse .

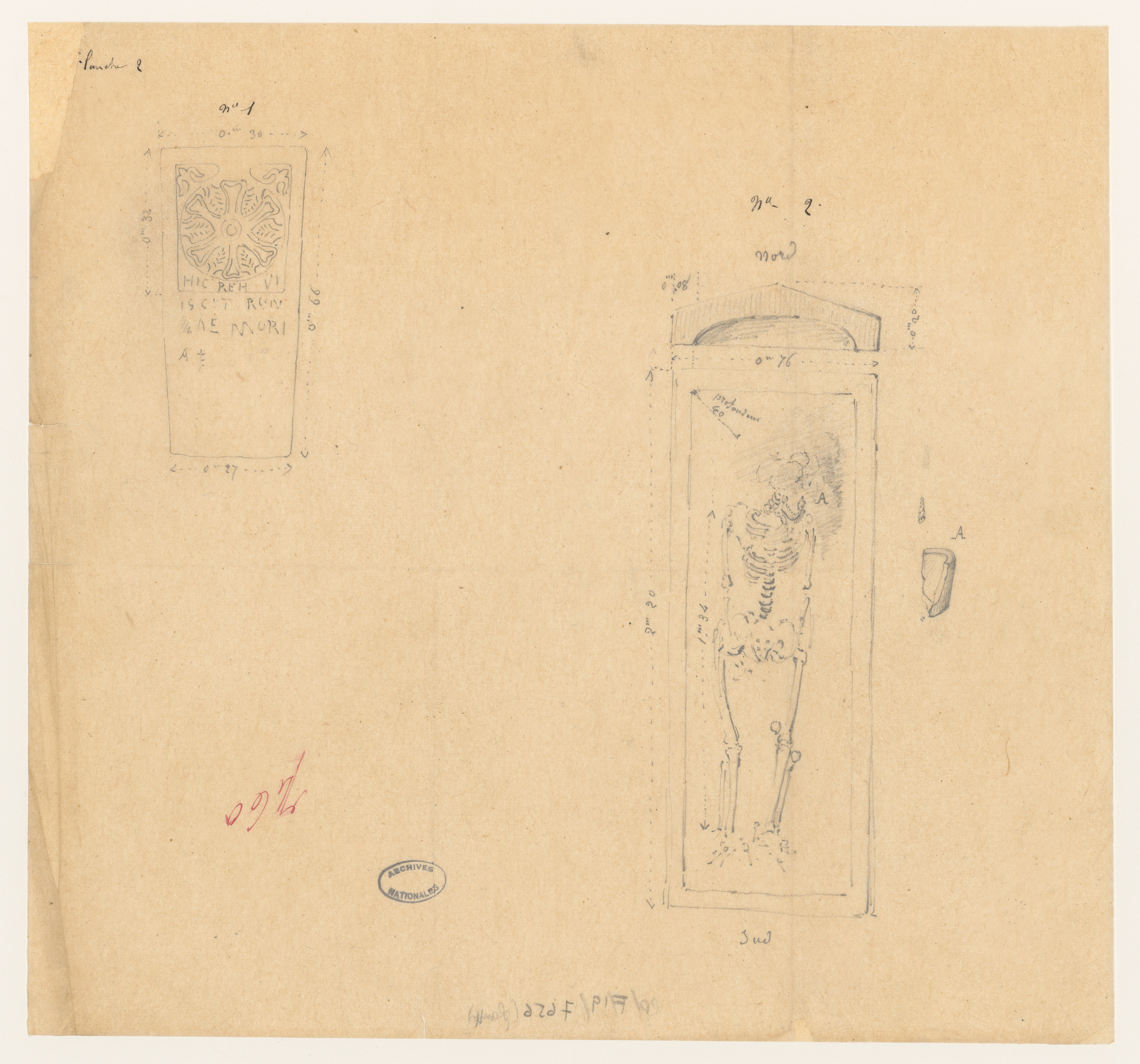
Les fouilles dans la cathédrale, par Hazé (1843).
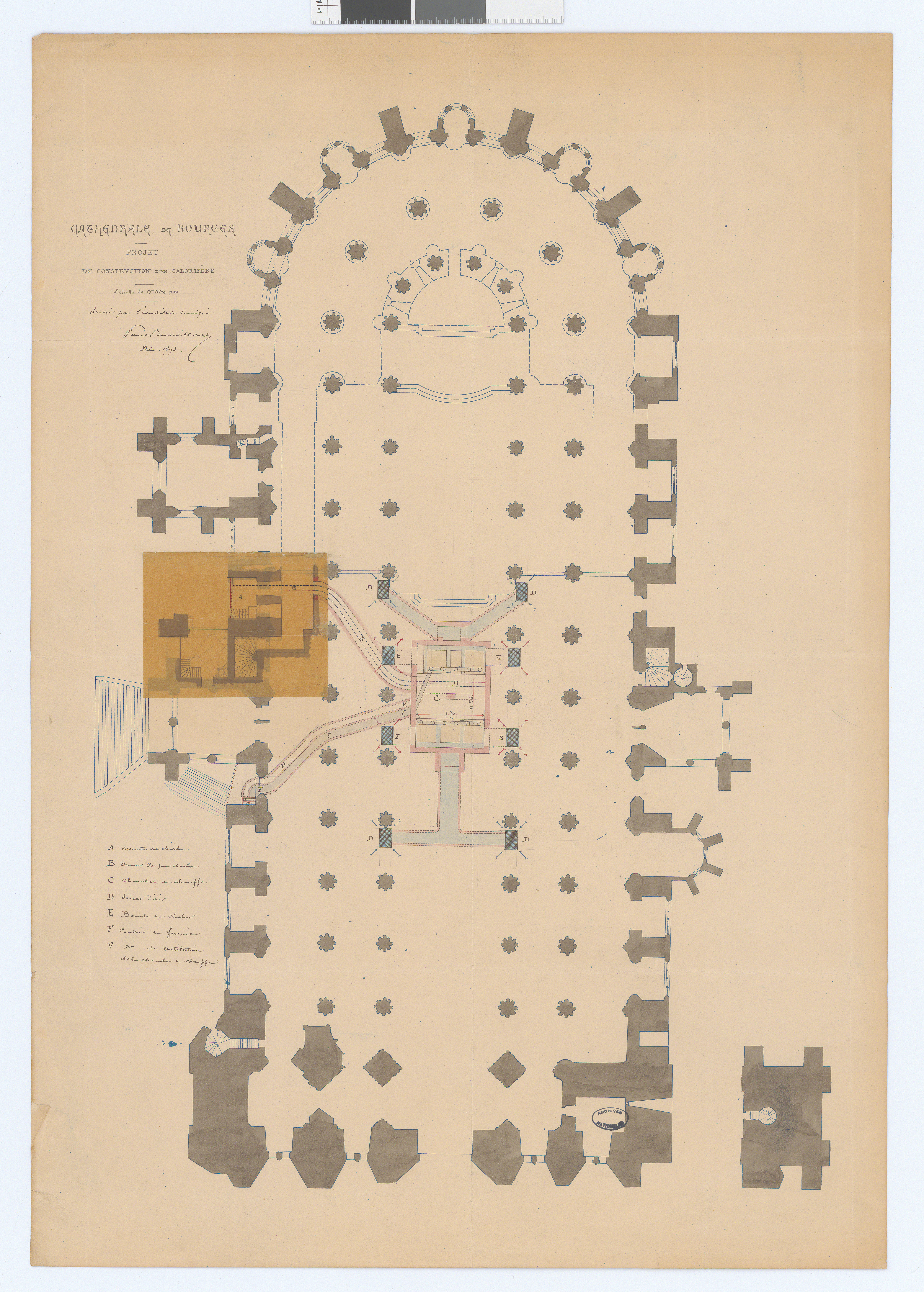
Plan de la cathédrale de Bourges, par P. L. Boeswillwald (1893).

### Classement et rénovation

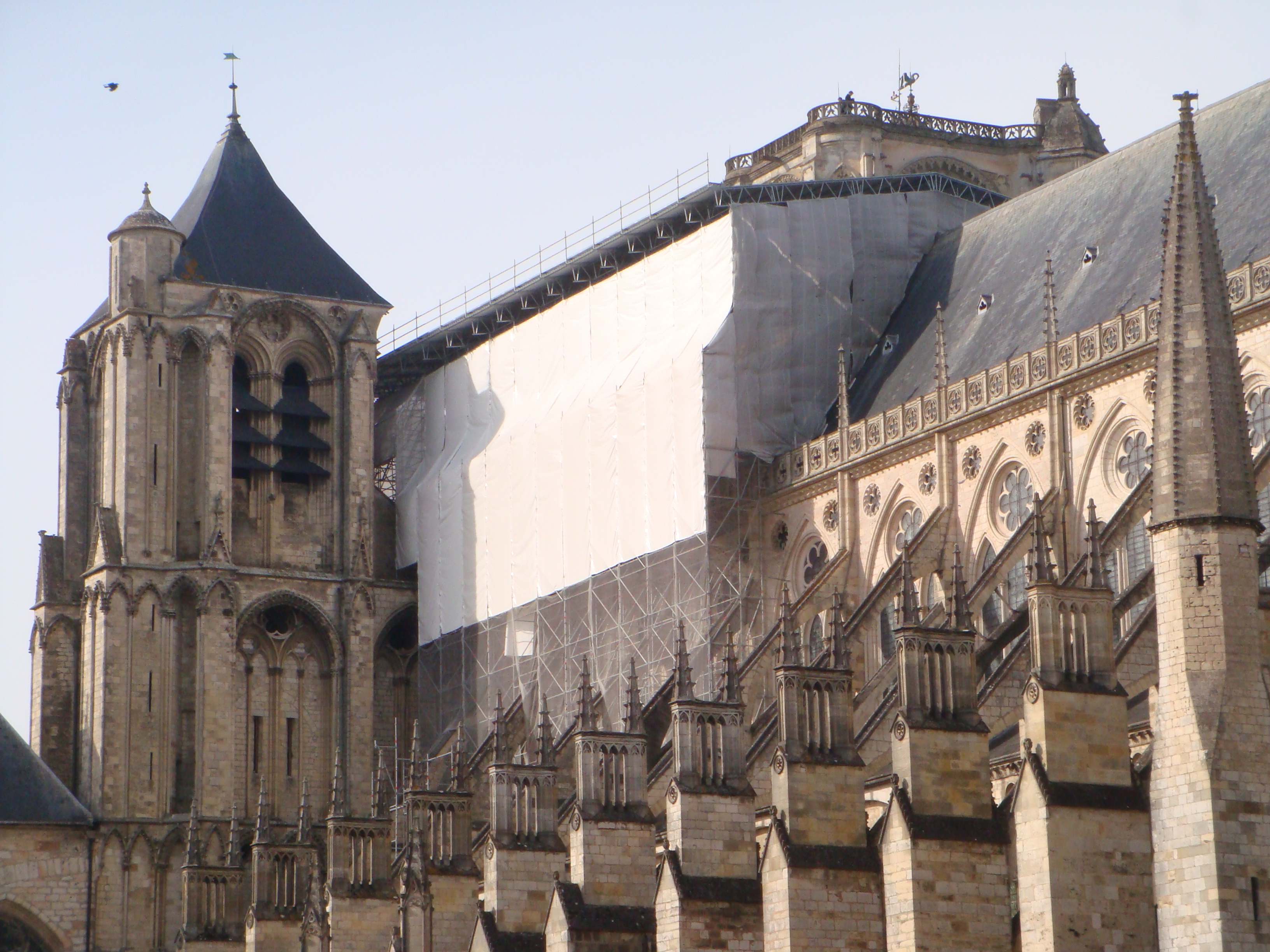
État des rénovations du toit de la cathédrale, en mars 2011.

La cathédrale a été inscrite en décembre 1992 sur la liste du patrimoine mondial de l’UNESCO. Dans son rapport d'évaluation pour décider de l'éventuelle inscription du monument en tant que bien culturel sur la liste, la commission de l'UNESCO relève que « la cathédrale de Bourges revêt une très grande importance dans le développement de l'architecture gothique et de par le fait qu'elle constitue un symbole de la puissance de la religion chrétienne dans la France du Moyen Âge. Cependant ses qualités fondamentales restent sa beauté frappante, résultant d'une gestion magistrale d'un espace aux proportions harmonieuses et d'une décoration de la plus haute qualité ».
En 2008, après un an de travaux, la porte nord est entièrement rénovée. Les portes ouest, à l'avant de la cathédrale ont également été rénovées, puis la porte centrale en 2010-2011. En avril 2010, un faux toit est installé à l'avant de la cathédrale afin de protéger les ouvriers qui ont procédé à une première partie de la réfection de la toiture achevée au milieu de 2011, dont la réfection totale fut menée jusqu'en 2013.

## Description

### Architecture
Le plan de la cathédrale de Bourges reprend celui de la cathédrale de Paris, avec double déambulatoire, mais en supprimant le transept et les tribunes. La similitude des plans des deux cathédrales provient peut-être des liens familiaux existant entre l'archevêque de Bourges, Henri de Sully, et l'évêque de Paris, Odon de Sully, au moment de leur mise au point.
Depuis le rachat, en 1101, des vicomtés de Bourges et de Dun par le roi Philippe Ier, Bourges faisait partie du domaine royal. L'agrandissement de la cathédrale vers l'est, en franchissant le rempart gallo-romain, n'a été possible qu'après l'achèvement de nouveaux remparts commencés par Louis VII et achevés par la construction de la Tour Neuve en 1189 par Philippe Auguste.

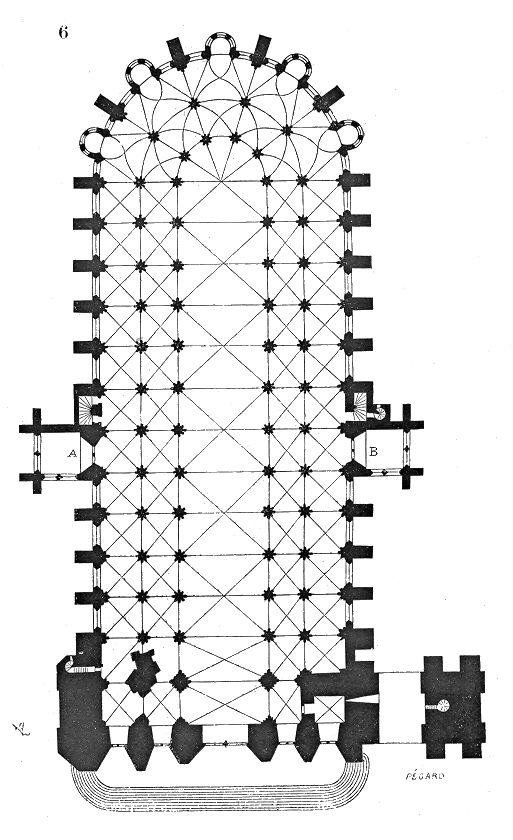
Plan de la cathédrale.
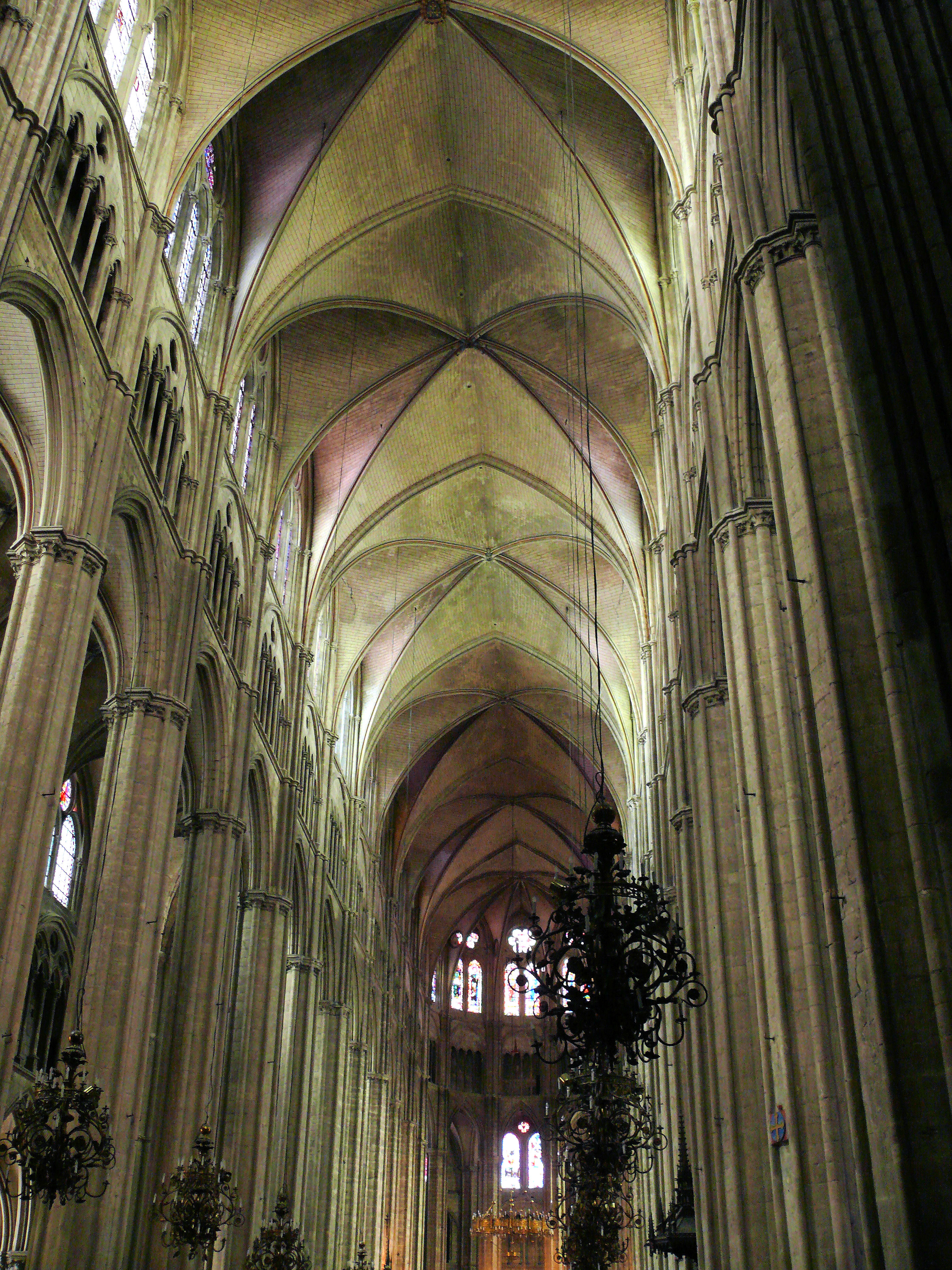
Nef centrale.
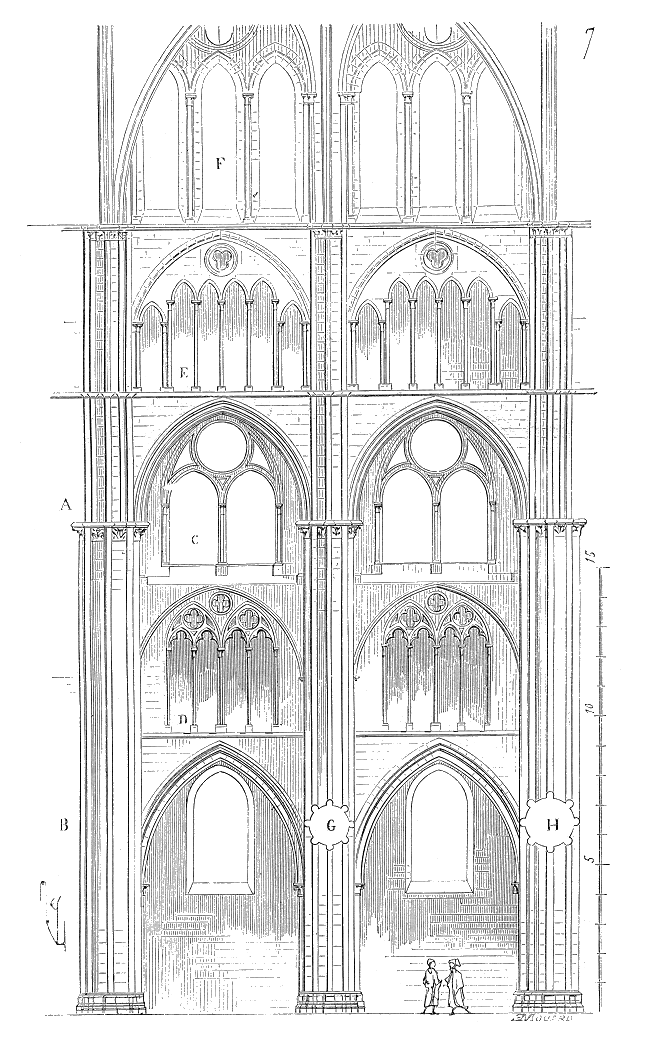
Élévation de la nef.

Cathédrale du début de l'ère gothique, elle reprend comme à Paris la voûte gothique sexpartite, ce qui entraîne l'adoption d'une alternance de piles faibles et fortes dans la nef centrale.

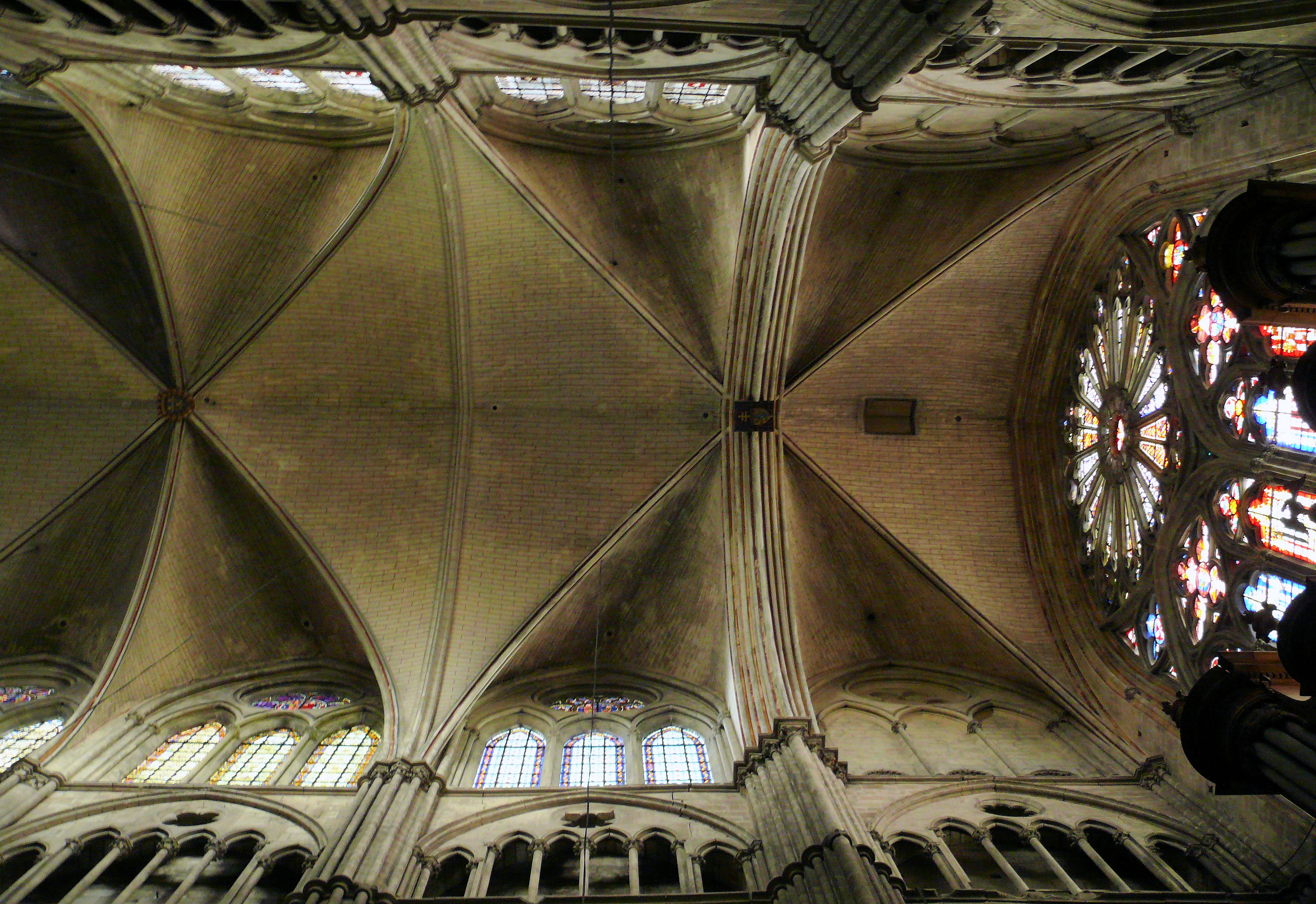
Voûte sexpartite.
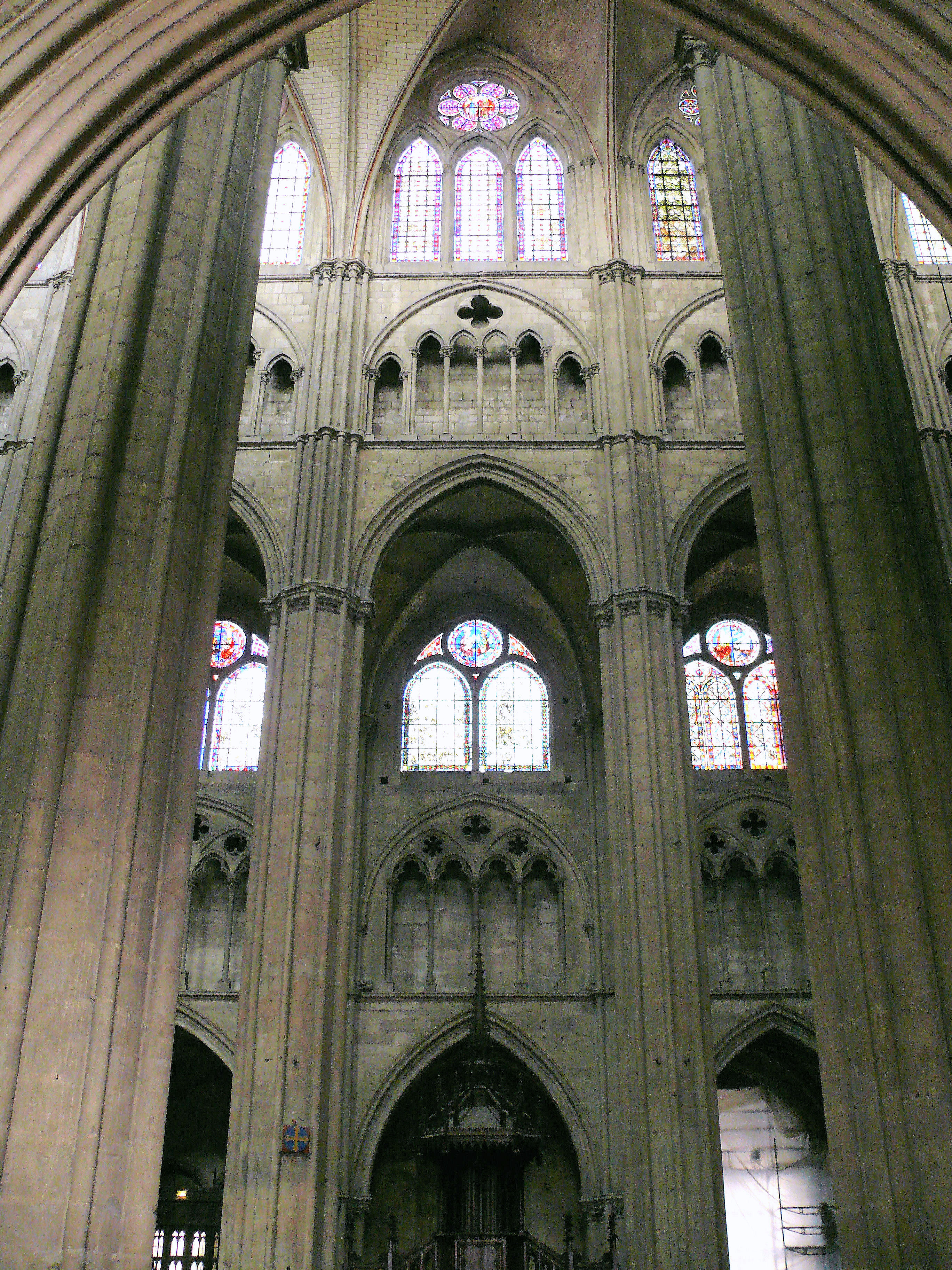
Élévation de la nef. On peut voir l'alternance des piles fortes et des piles faibles dans la nef centrale.
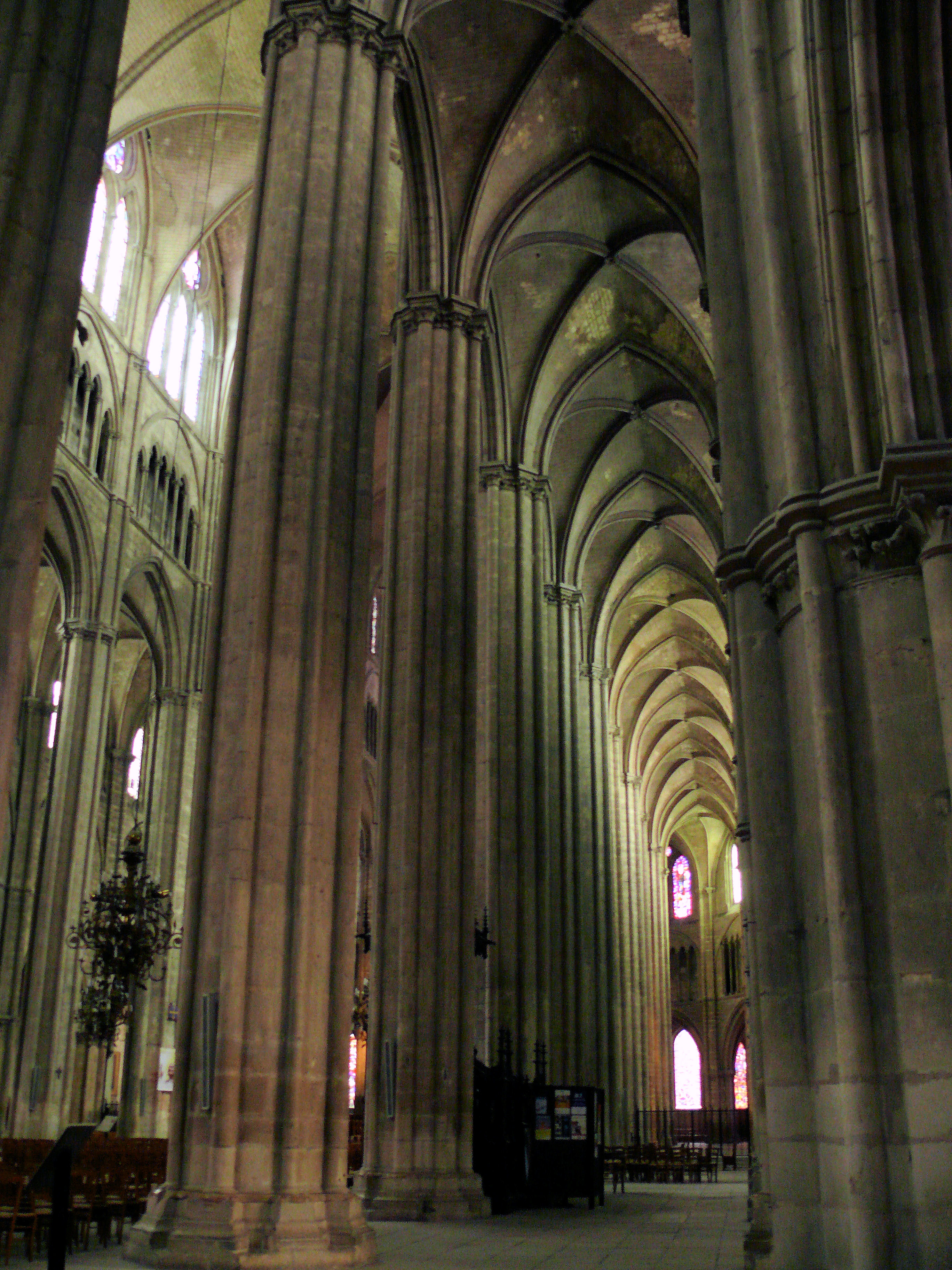
Premier collatéral côté sud
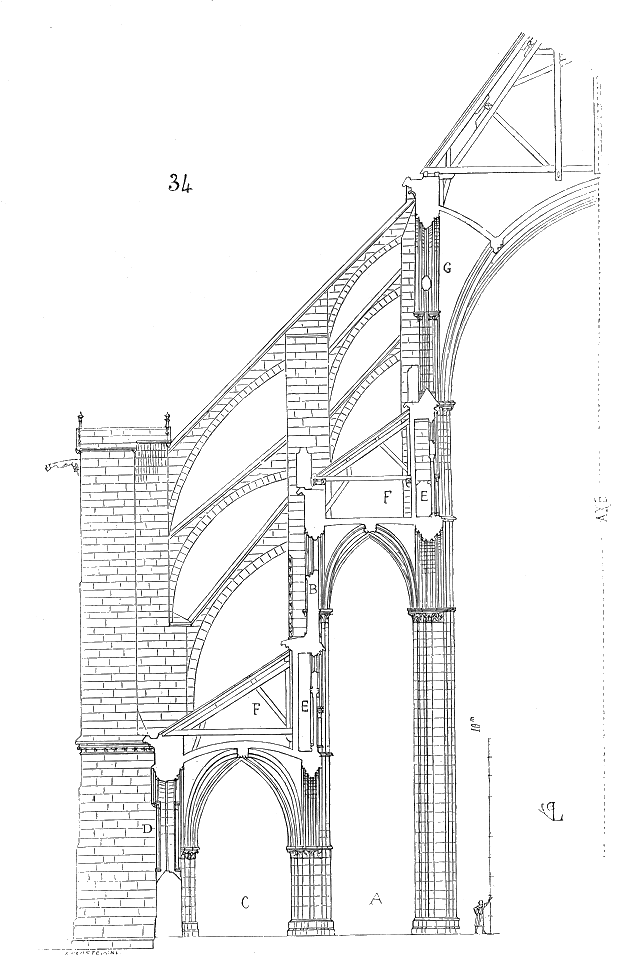
Coupe transversale de la cathédrale. Effet de la suppression de la tribune dans le premier collatéral.

L'architecte inconnu de la cathédrale a cherché à donner une ampleur particulière à l'élévation permettant une meilleure luminosité comparée à celle de la cathédrale de Paris.
La reconstruction a commencé par le chœur, établi au-delà du rempart gallo-romain dont des éléments sont toujours visibles de part et d'autre de la cathédrale. La reprise de la différence de niveau est assurée par l'église basse construite entre la donation de l'archevêque Henri de Sully, en 1195, et 1206. L'église basse est reliée à la crypte romane cruciforme. Pendant la construction de la cathédrale, l'église basse a dû servir de loge pour les ouvriers employés par la fabrique, comme semble le prouver l'épure de la rose de la façade occidentale gravée dans le sol. Pour permettre un meilleur éclairage de l'église basse, les chapelles rayonnantes ont été construites en encorbellement sur des corbeaux diminuant du haut vers le bas.

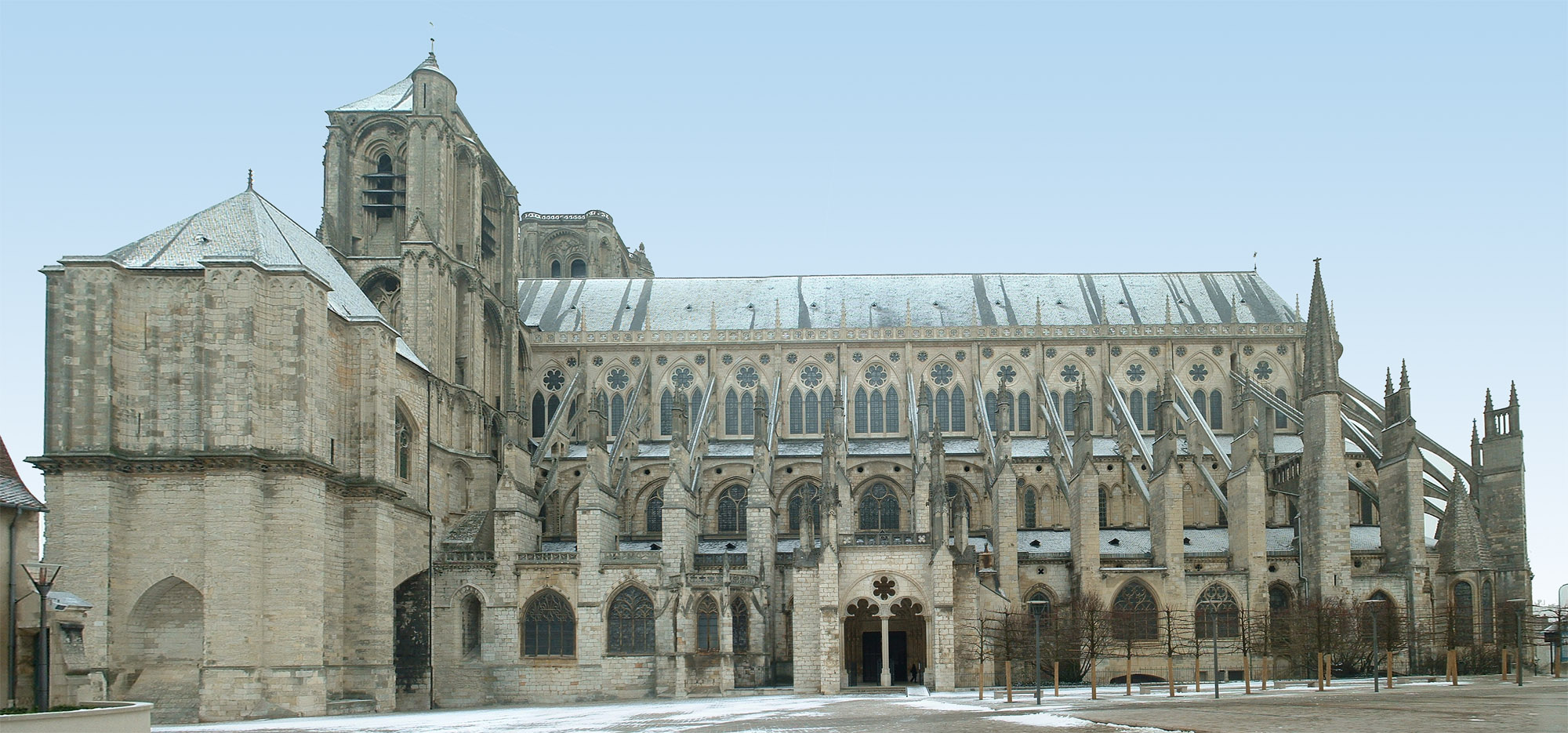
Ensemble de l'élévation sur laquelle on peut constater les changements à la 8e travée
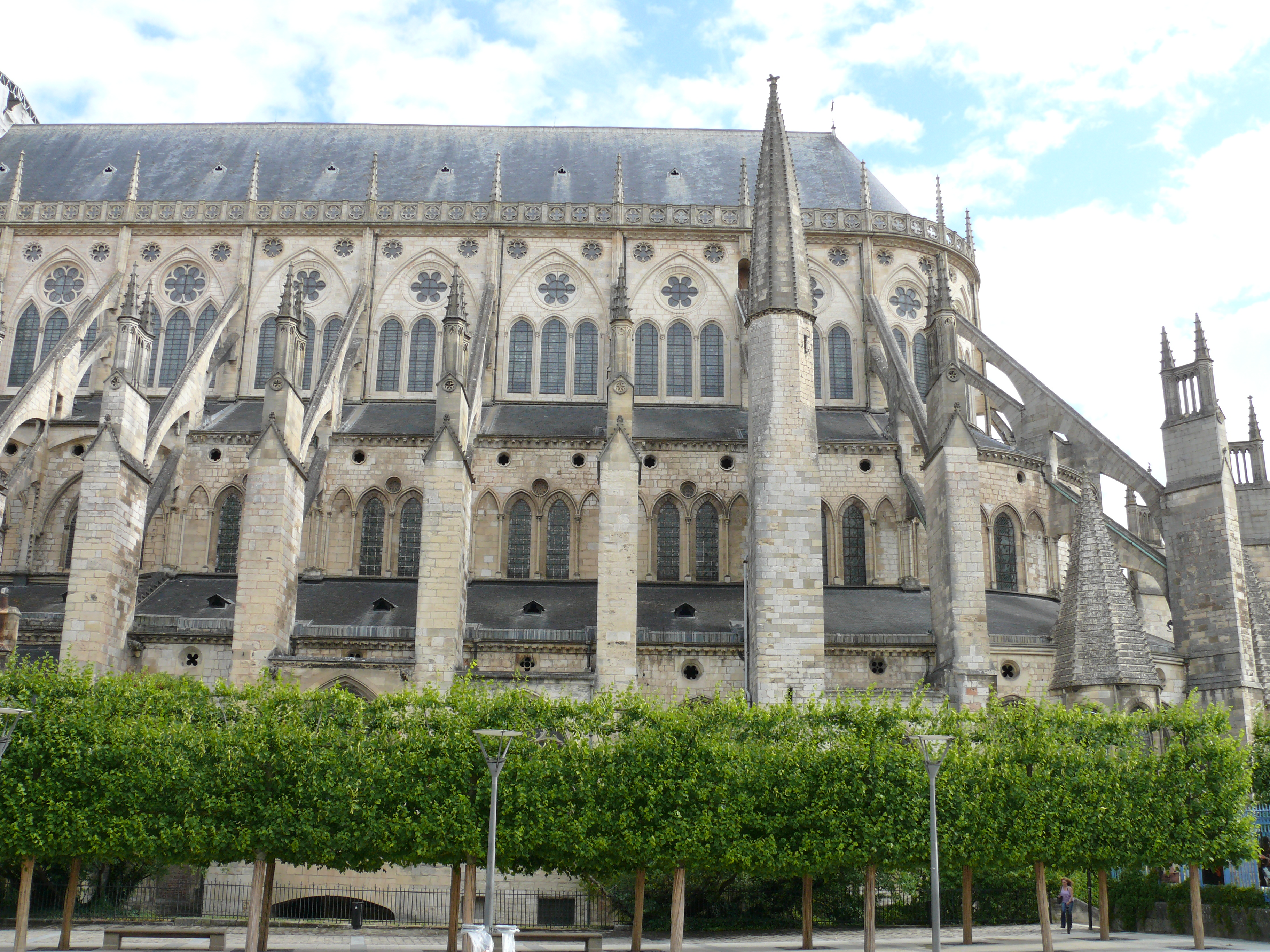
Élévation extérieure de la cathédrale.
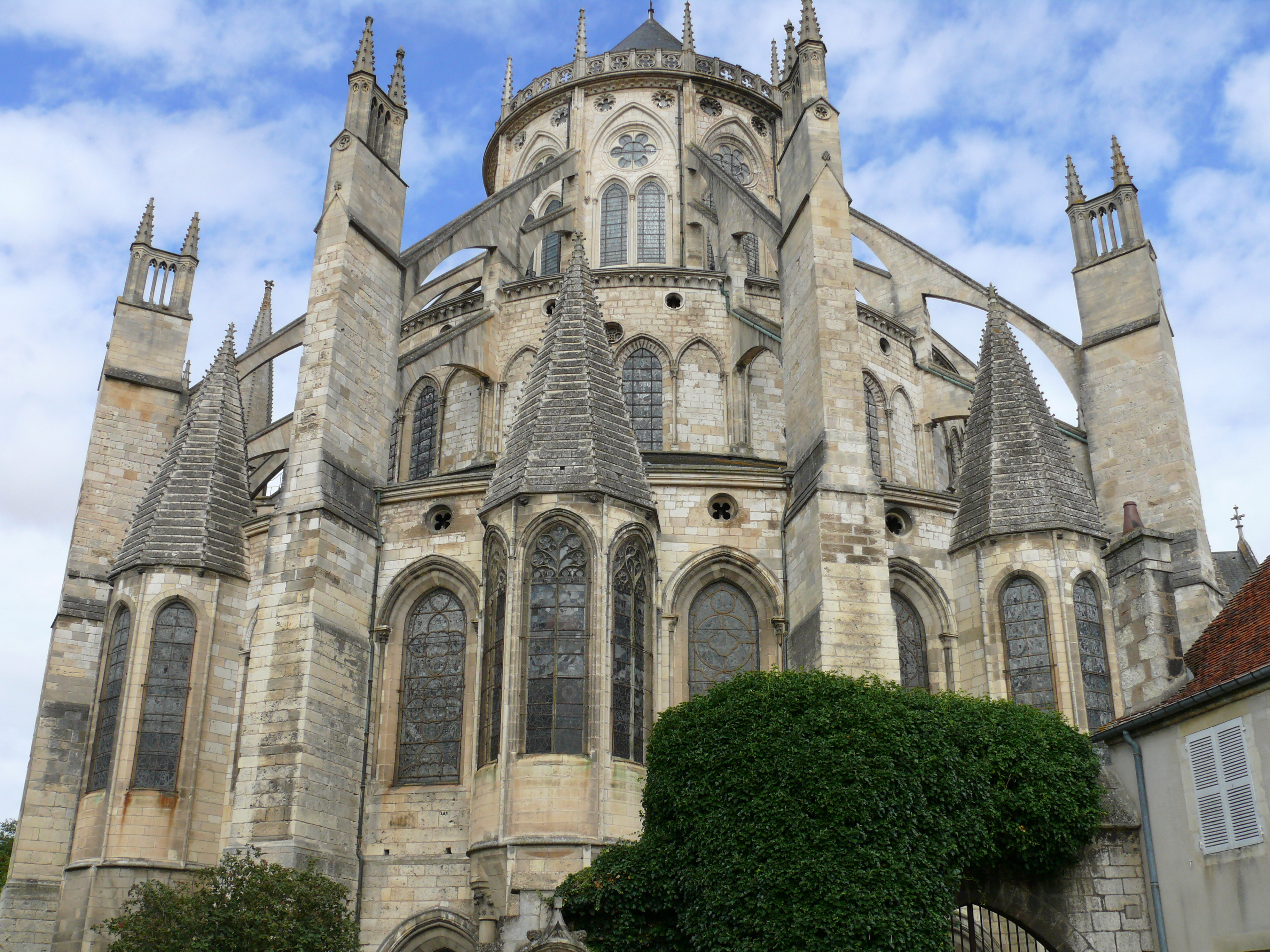
Chevet de la cathédrale où on peut voir la finesse des arcs-boutants.
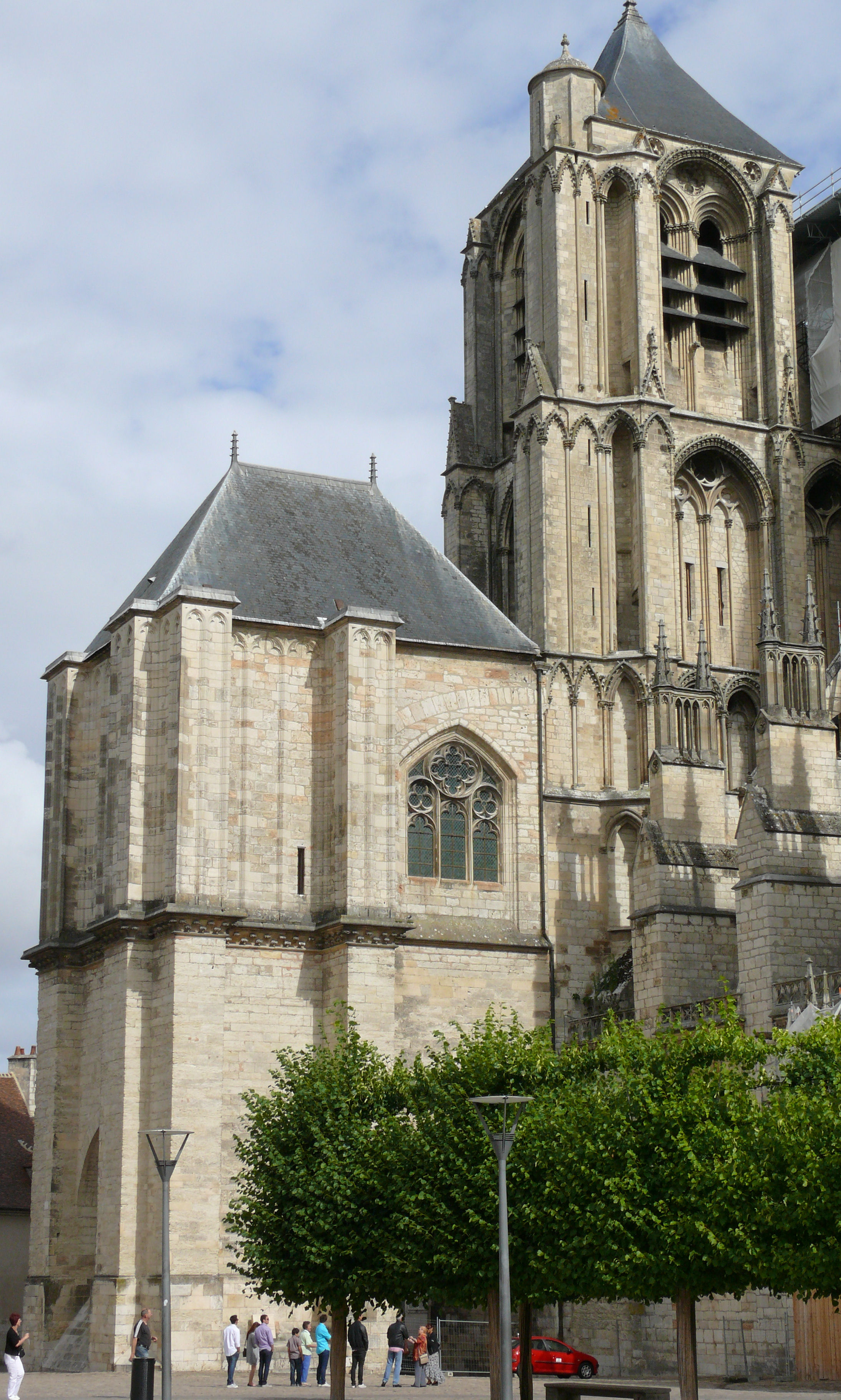
Massif butant la tour sud
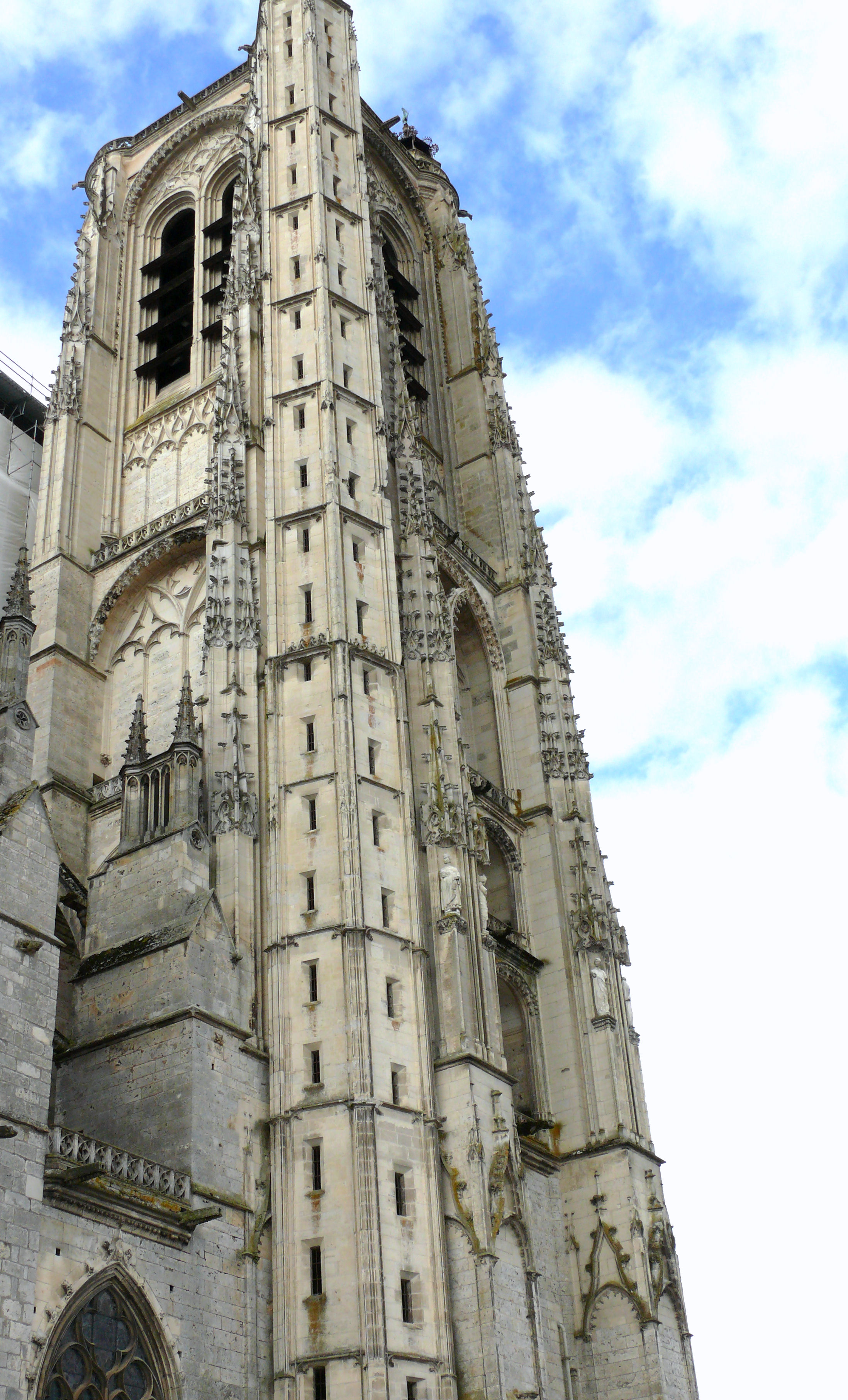
Tour nord reconstruite au XVIe siècle.

La légèreté apparente du chœur a été rendue possible grâce aux arcs-boutants et à l'utilisation d'un chaînage en fer. Ce chaînage s'arrête après la huitième travée de la nef au niveau de ce que les spécialistes appellent la coupure Branner, du nom d'un historien américain, Robert Branner, qui a étudié la cathédrale. Il a constaté qu'à l'ouest la position de l'appui des arcs-boutants sur les murs a été élevée, les contreforts et les culées sont plus massifs, les oculi ont été modifiés.
À l'ouest, la pente du terrain nécessite de faire l'agrandissement sur un remblai. Cette disposition va entraîner des problèmes de déformation des tours de la façade occidentale allant jusqu'à l'effondrement de la tour Nord à peine terminée, le 31 décembre 1506 (reconstruite de 1508 à 1542) et la construction d'une pile massive assurant la butée de la tour sud.

#### Matériaux de construction
La ville de Bourges est installée sur un gisement d'un beau calcaire du Jurassique, blanc à coquilles roses de brachiopodes, tendre et facile à travailler, datant de 145 millions d'années, très exploité au Moyen Âge en différents endroits dans la ville pour produire des pierres de taille. Mais ce calcaire local est aussi gélif et résiste mal au temps. Or les bâtisseurs du Moyen Âge avaient une très bonne connaissance des propriétés des différentes pierres à bâtir qu'ils avaient à leur disposition. Ce calcaire de Bourges n'a donc été que peu utilisé pour la construction de la cathédrale : il se trouve principalement en situation abritée, pour le parement des murs à l'intérieur, dans la crypte, et pour les voûtains.
En revanche, à quelques dizaines de kilomètres au sud et à l'est de Bourges, affleure une frange de calcaires bathoniens (du Jurassique également, datant de 165 millions d'années), coupée par deux voies romaines qui mènent à Bourges. Ils sont de meilleure qualité et plus résistants que le calcaire de Bourges. C'est donc majoritairement ces pierres qui furent importées par ces voies pour construire la cathédrale. Ainsi le calcaire blanc jaunâtre à débris de fossiles marins des carrières de Vallenay, Bruère et La Celle, au sud de la ville, a parcouru environ 45 kilomètres sur des chariots pour atteindre le chantier de la cathédrale. Il en est de même pour le calcaire fin de Charly au sud-est. Ce dernier fut le plus utilisé pour les sculptures, et se retrouve aussi pour les décors d'autres monuments de Bourges, comme le palais Jacques-Cœur et l'hôtel Lallemant.
Les gros blocs des soubassements de la cathédrale et des contreforts sont quant à eux faits d'un calcaire lacustre vacuolaire dur, bien différent, datant d'environ 35 millions d'années (ère Tertiaire). Il est issu des environs de Saint-Florent-sur-Cher, à une quinzaine de kilomètres aux sud-ouest de la ville, relié aussi par une voie romaine.
Le développement de la métallurgie au XIIe siècle permet de consolider les parties hautes, soumis à de fortes tractions. L'emploi du fer dans l'architecture gothique a été observé dans de nombreux édifices, comme à la Sainte-Chapelle de Paris. Le plus souvent noyés dans les maçonneries, des travaux de restauration de la cathédrale ont permis d'observer et d'étudier ces dispositifs. Il peut s'agir de simples tirants ancrant deux blocs entre eux, ou bien de chaînages ceinturant certaines parties de l'édifice, par exemple dans le triforium ou dans le comble. Leur implantation dans les maçonneries exclut l'hypothèse d'un ajout postérieur. Certaines de ces consolidations semblent avoir été provisoires, d'autre permanentes, et certaines installées a posteriori.

#### Extérieur

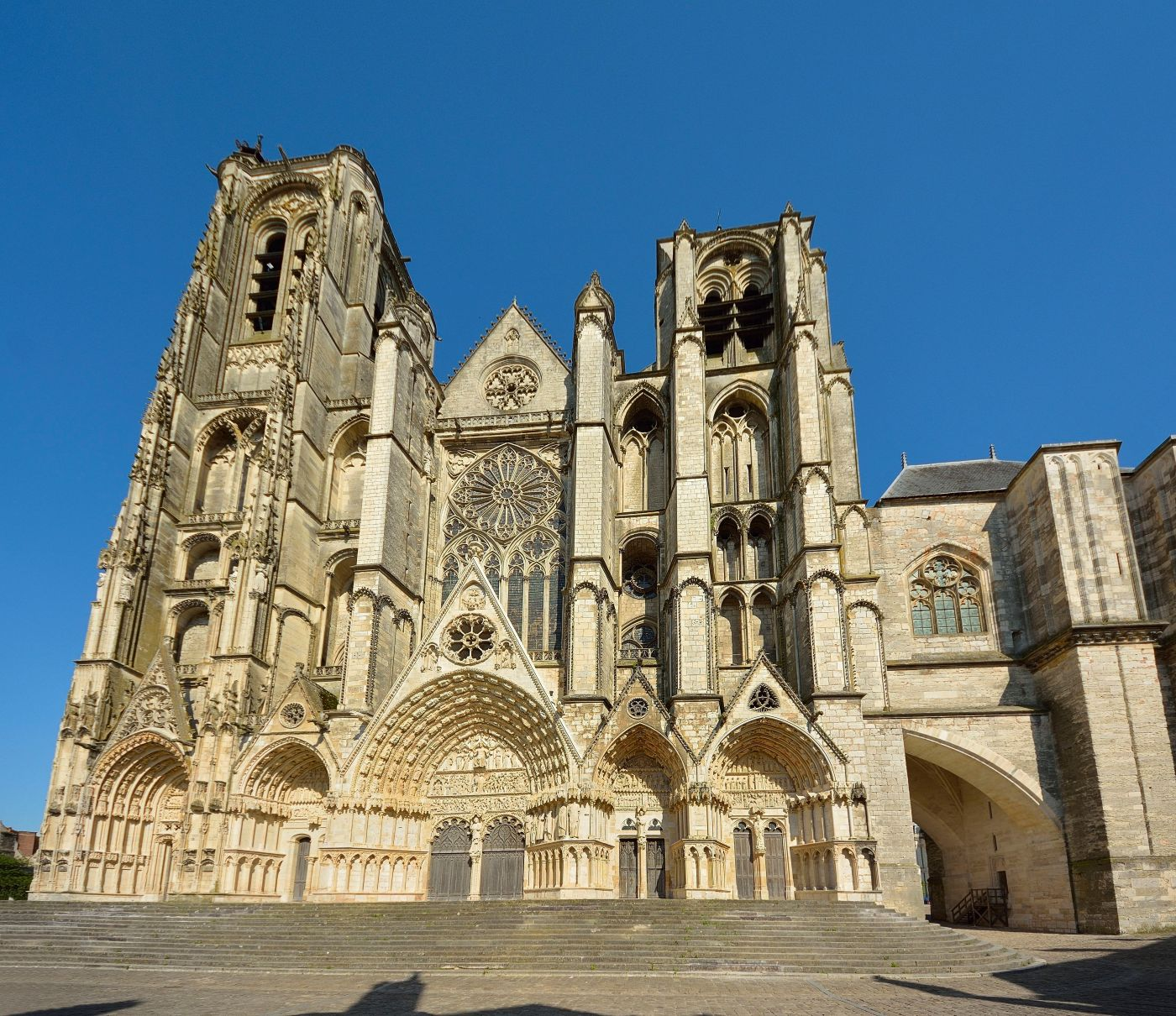
Cathédrale Saint-Étienne de Bourges, façade occidentale.

La façade occidentale est la plus large (55 mètres) parmi celles de tous les édifices gothiques de France, à l'exception de celle de la cathédrale de Rouen,. Elle se compose de deux tours de hauteurs inégales, la tour nord ayant été reconstruite après son effondrement en 1506. Cinq portails permettent l'accès à l'intérieur, tous à double porte, et correspondent exactement aux cinq nefs. Leurs sculptures sont particulièrement remarquables. Le portail central offre au regard une scène du Jugement dernier d'une grande qualité d'exécution. Le parvis permettant d'accéder à cette façade est cependant étroit.
L'une des caractéristiques de l'architecture globale est l'absence de transept, même s'il existe des portails latéraux (nord et sud). Cela reste rare dans l'architecture gothique : les cathédrales de Sens et de Senlis n'en comportaient pas non plus dans leur première version. De plus, la façade comporte cinq portails alors que la plupart des autres cathédrales ne comportent que trois portes.
D'un point de vue architectural, Bourges a eu une influence sur d'autres cathédrales européennes : Notre-Dame de Paris, Le Mans, Coutances et Tolède.
Les façades extérieures sont ornées de nombreux bas-reliefs. Sur l'un d’eux se distingue un détail troublant étant donné le contexte : l'un des sculpteurs a immortalisé son postérieur.

#### Intérieur
La cathédrale de Bourges surprend tant par son absence de transept que par son double bas-côté, qui se prolonge autour du chœur par un double déambulatoire. Cette particularité offre une perspective longitudinale continue que la coupure traditionnelle d'un transept rompt ailleurs. La coupe transversale offre un profil pyramidal, les nefs étant hautes respectivement de 9 mètres, 21,30 mètres et 37,50 mètres depuis les bas-côtés extérieurs jusqu'à la nef centrale. Cette disposition originale découvre un volume intérieur unifié, dépourvu de l'axialité appuyée qui caractérise la plupart des monuments gothiques en France. La disposition des nefs, chacune étant pourvue de fenêtres dans sa partie supérieure, permet en effet d'apporter une lumière venant des côtés, et non pas seulement du sommet de la nef centrale ou du chœur. L'effet produit est celui d'une très grande ampleur, alors que d'autres cathédrales gothiques mettent surtout l'accent sur la hauteur et sur l'axe menant vers le chœur.
Pour l'historien de l'art médiéval Yves Gallet, ce plan s'explique par le statut de la cathédrale de Bourges : comme il s'agit d'une cathédrale archiépiscopale, le modèle est probablement une cathédrale de même statut, en l'occurrence la cathédrale Saint-Étienne de Sens. Celle-ci présente en effet un plan initialement sans transept, les collatéraux de la nef se prolongeant jusqu'au chevet par un déambulatoire qui ne dessert aucune chapelle rayonnante. Comme à Bourges, les voûtes sont sexpartites, portées par des supports alternativement forts et faibles. Les proportions de l'élévation sont également très proches. C'est donc par référence à  la cathédrale archiépiscopale de Sens, davantage que par rapport à Notre-Dame de Paris, qui n'est à cette époque qu'une cathédrale suffragante de Sens, que la cathédrale de Bourges aurait été conçue.   

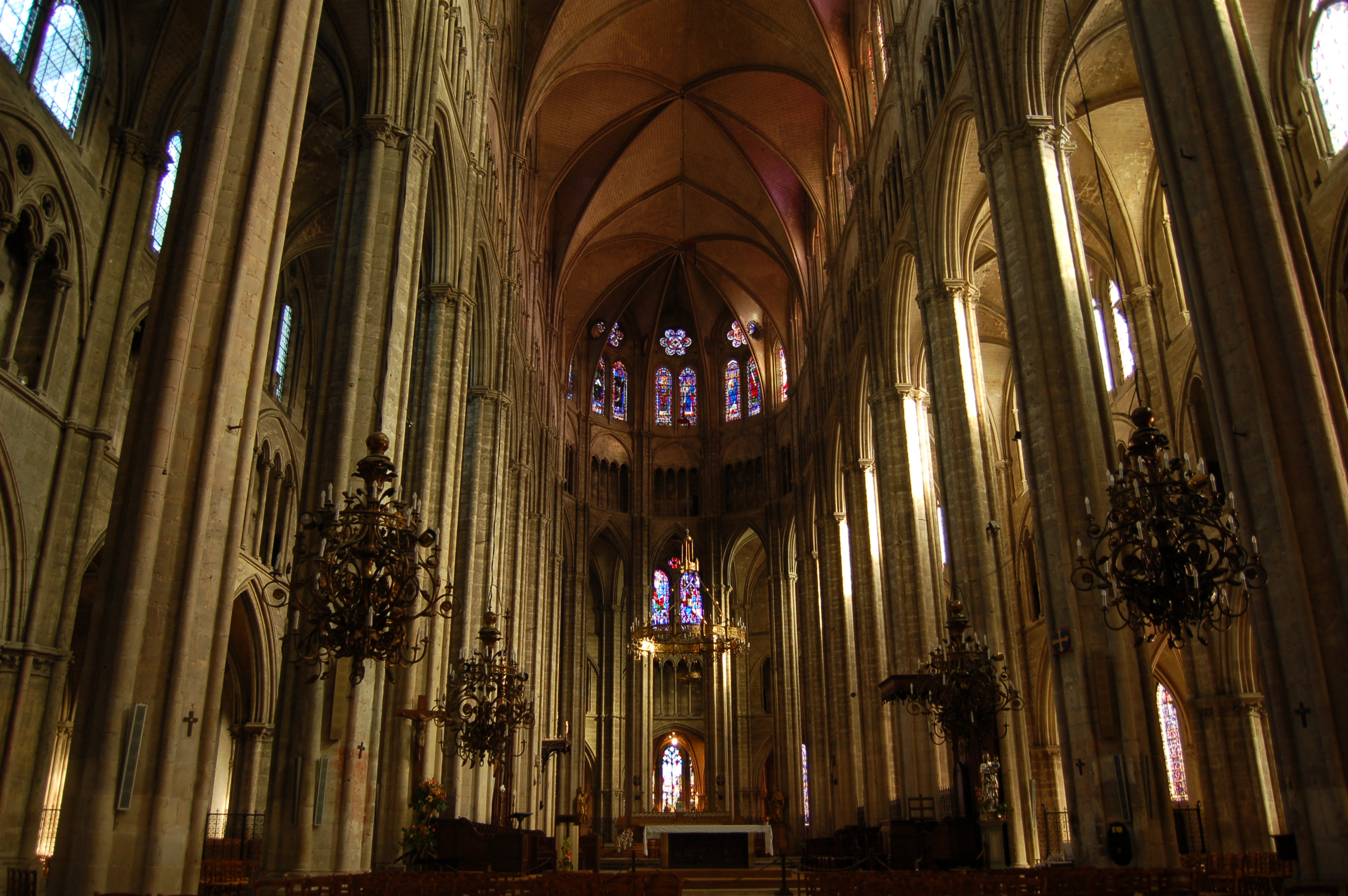
Intérieur de la cathédrale.
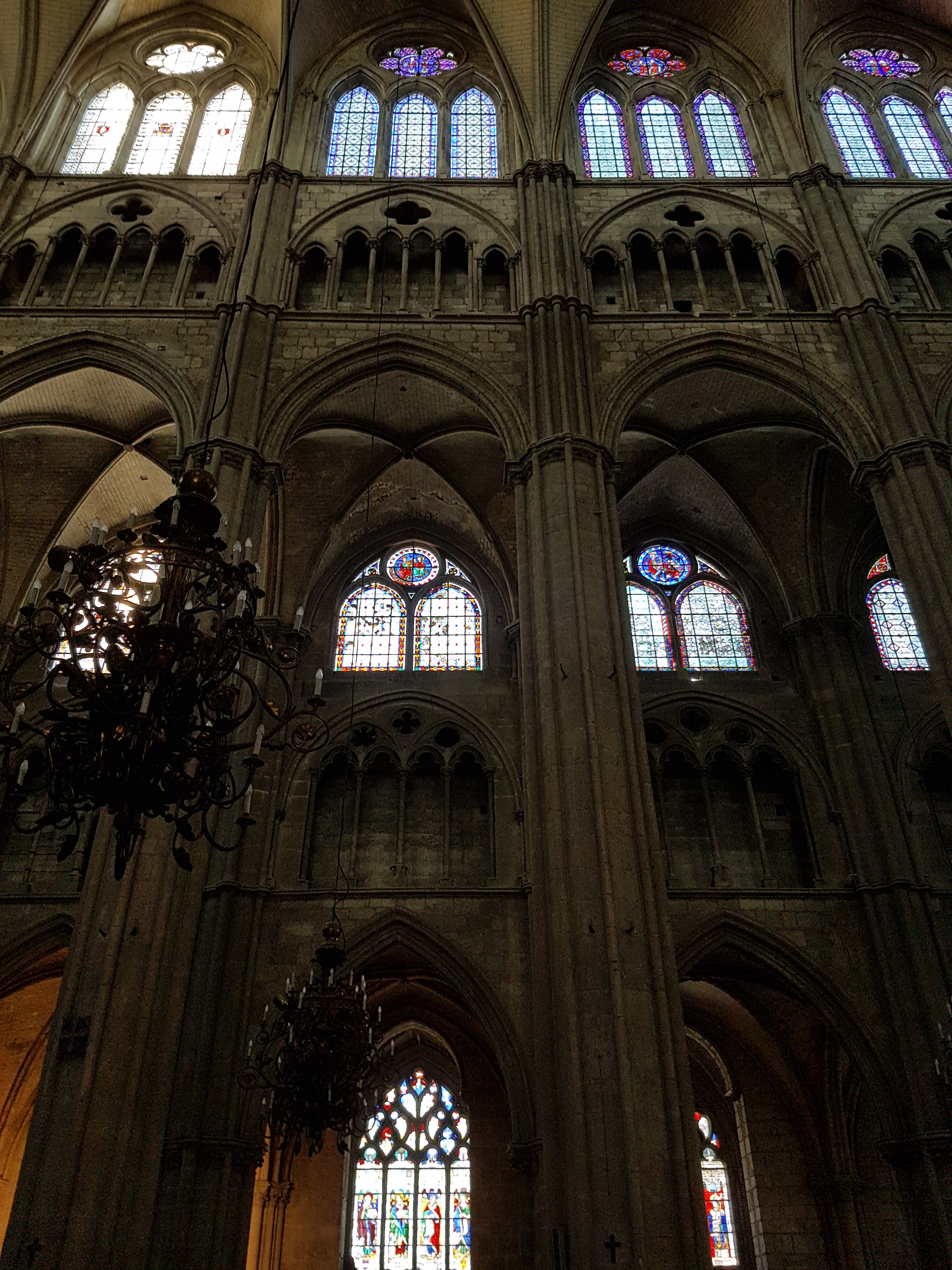
Éclairage de l'espace intérieur par les verrières des deux bas-côtés et de la nef centrale.

#### Charpente
La charpente de la cathédrale de Bourges est en partie d'origine, bien que plusieurs phases de rénovations aient été entreprises dès le XVIIIe siècle. Plusieurs datations ont indiqué que les bois de la charpente du chœur ainsi que d'une partie de la nef côté ouest ont été abattus entre 1230 et 1267, la majeure partie datant des années 1250. L'ajout d'une flèche a nécessité dès le XVIIIe siècle la dépose d'une partie de la charpente pour une nouvelle.
Au XVIIIe siècle, une partie de la charpente d'origine ainsi que la flèche sont démontées et remplacées. Certains bois du XIIIe siècle sont néanmoins remployés. Au XIXe siècle, deux changements interviennent. Le premier, en 1835, pour modifier la base de la charpente dans un style néogothique (ajout de balustrades et pinacles). En 1882, une grande restauration a lieu sous l'égide de l'architecte Paul Boeswillwald. Une partie de la charpente, à l'extrémité ouest entre les deux tours, est déposée et reconstruite, parfois avec des réemplois. L'ensemble de la charpente est consolidée avec l'emploi de planches épaisses, limitant le remplacement des anciens bois.
Dans les années 2010, d'intenses travaux de restauration de la toiture ont également permis une réfection globale de la charpente. Cette restauration a été critiquée, qualifiée parfois de « dé-restauration » : elle aurait cherché à enlever les traces de restauration du XIXe siècle et déposé un nombre important d'éléments du XIIIe siècle, alors que la charpente était en bon état.

### Décoration

#### Portails

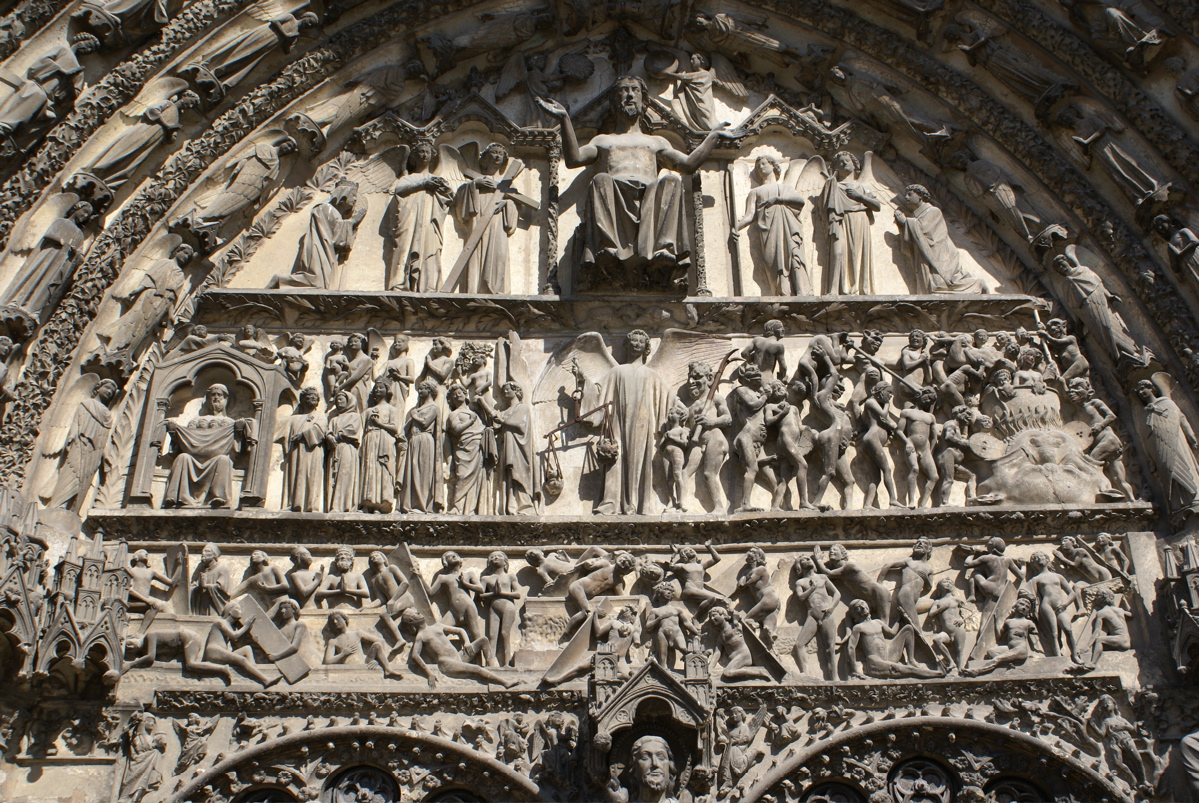
Portail du Jugement dernier.

La cathédrale est une représentation de la Jérusalem céleste. Cependant Bourges ne possède pas une école cathédrale ayant des maîtres aussi célèbres que celles de Chartres, de Laon ou de Paris qui ont dû influencer les plans de ces cathédrales en traduisant dans la pierre et la décoration la description de la Jérusalem céleste faite dans l'Apocalypse de Jean.
La cathédrale marque son originalité par l'ampleur de la façade occidentale avec ses cinq portails. Ils sont consacrés, dans l'ordre et de gauche à droite : à Guillaume de Bourges, à la Vierge Marie, au Jugement Dernier (portail central), au martyr Étienne et à Ursin de Bourges. L'absence de transept a probablement conduit à une conception relativement simple des portails latéraux.

#### Vitraux

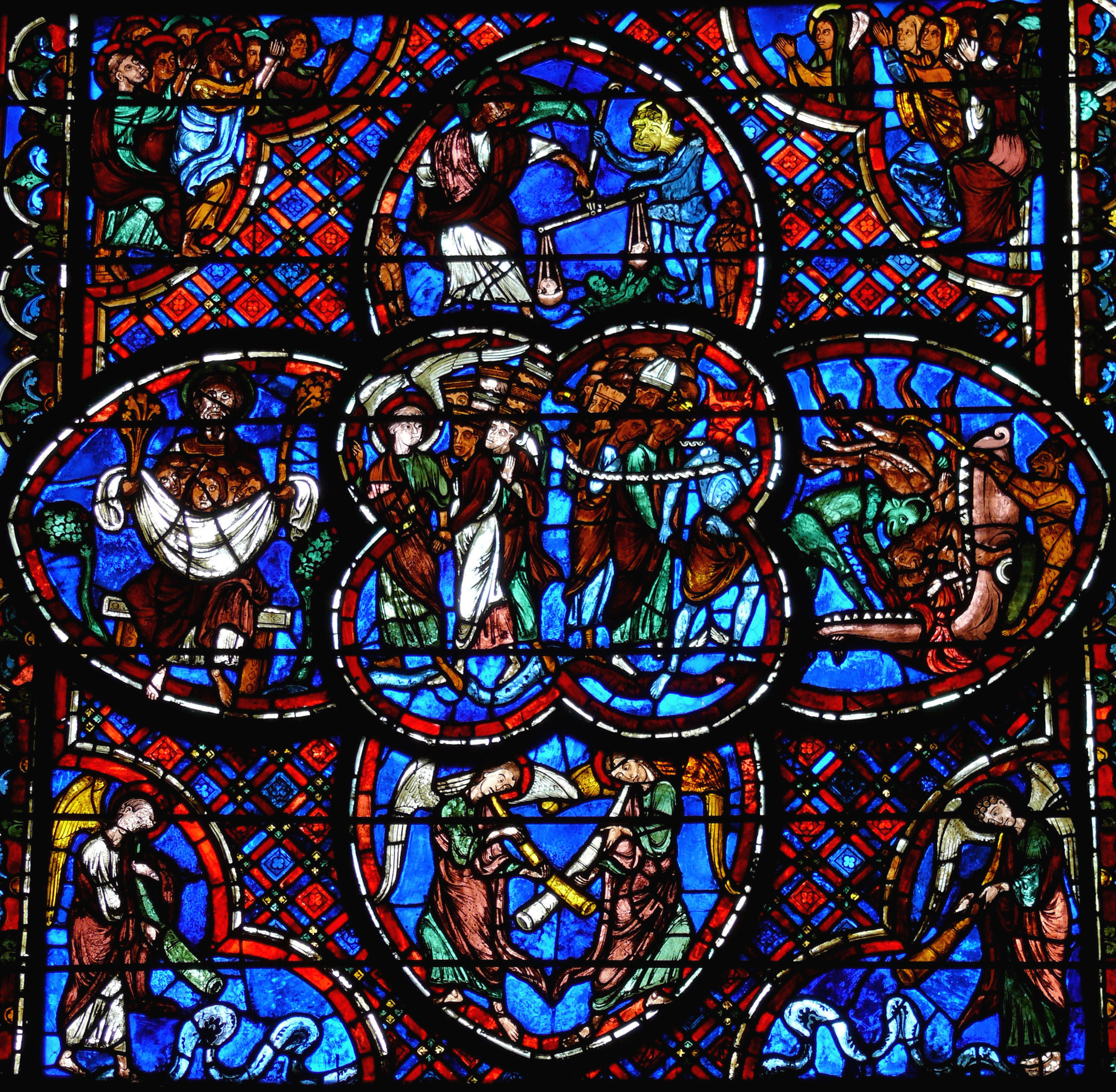
Vitrail du Jugement dernier, déambulatoire.

La cathédrale de Bourges ne possède pas un ensemble de vitraux du XIIe et XIIIe siècles équivalent à celui de la cathédrale de Chartres, mais elle possède des vitraux du XIIIe jusqu'au XVIIe siècle permettant de voir l'évolution de cet art. Ceux-ci sont en partie faits au XIIIe siècle. De nouveaux vitraux réalisés par l'artiste berruyer Jean Lecuyer furent ajoutés au XVIe siècle.
L'épure de la rose de la façade occidentale est visible sur le sol de l'église basse, gravée à l'échelle 1/1.

#### Mobilier
Liste non exhaustive.
- Priants du duc et de la duchesse de Berry (1400, fortement restaurés), statues priantes sculptées en pierre, provenant de l’ancienne Sainte-Chapelle de Bourges (détruite en 1757), exposées dans la crypte de la cathédrale. Œuvres classées au titre d’objets des monuments historiques[19],[20].
- Pelican (XVIe siècle, repeint et doré en 1796), ancienne girouette en tôle de cuivre repoussé et ciselé, destinée à être placée au sommet du clocher de la fausse croisée du transept, dont le couronnement est achevé en 1533. Ce clocher ayant été détruit dès 1539, le pélican est déposé et installé sur la terrasse de la tour nord où il est remplacé en 1995 par une copie en cuivre. L’original qui est présenté sous la tour nord est classé au titre d’objet des monuments historiques[21].
- Christ Sauveur (1714, I. Cox sculpteur), statue en pied en pierre calcaire taillée en ronde bosse, provenant du pilier central du portail de l’ancienne Sainte Chapelle de Bourges (détruite en 1757). Œuvre classée au titre d’objet des monuments historiques[22].
- Vierge à l’Enfant (XIXe siècle), statue en argent et métal doré sur un socle octogonal revêtu de cuivre argenté et doré présentant le monogramme de la Vierge, exécutée et poinçonnée par les ateliers de la manufacture d’orfèvrerie, de bronzes et de chasublerie Poussielgue-Rusand de Paris, acquise dans les années 1870-1880, classée au titre d’objet des monuments historiques[23].

### Grandes orgues

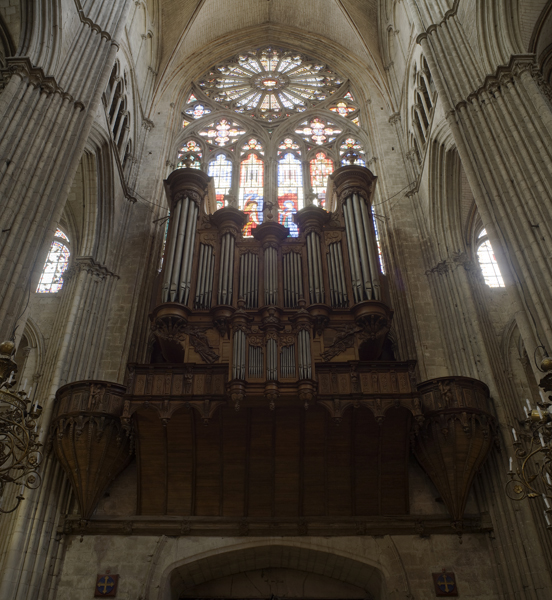
Buffet de Grandes Orgues.

Les orgues sont mentionnées dès le début du XVe siècle. Elles auraient été construites par Jolly, Cauchois et Perret de 1663 à 1667. Les actuelles grandes orgues furent repensées sous la direction de Marie-Claire Alain en 1977. Cette reconstruction fut réalisée de 1982 à 1985 par Daniel Kern, qui fit une intégration complète des éléments historiques. L'aspect de l'instrument fut respecté, en conservant au maximum les éléments anciens et en supprimant de nombreux éléments peu fiables et mal adaptés rajoutés au fil des siècles.

#### Historique
En juin 1822, l'orgue est inondé et cet incident suscite diverses rumeurs. La conclusion finale du conseil de fabrique soupçonnera le jeune Balland (organiste de 1793-1819) et le fils Dallery (fils de Pierre-François Dallery, facteur d'orgue ayant travaillé sur l'instrument de 1818 à 1821).
En 1854, le cardinal qui souhaitait faire réparer le grand orgue fit appel au facteur Ducroquet. Seulement le cardinal s'est laissé séduire et a préféré faire construire un orgue de chœur, estimant que le grand orgue pourra être réparé plus tard. De 1859 à 1860, le facteur Joseph Merklin fut donc choisi pour effectuer la reconstruction du grand orgue et en sera le facteur pendant plus de soixante ans. Mais cet entretien fut compliqué pour Merklin qui n'a cessé de se battre pour cet instrument tandis que le conseil de fabrique ne cessa de dire que Merklin était trop cher et les temps anticléricaux de cette époque n'ont pas aidé au développement de l’instrument.

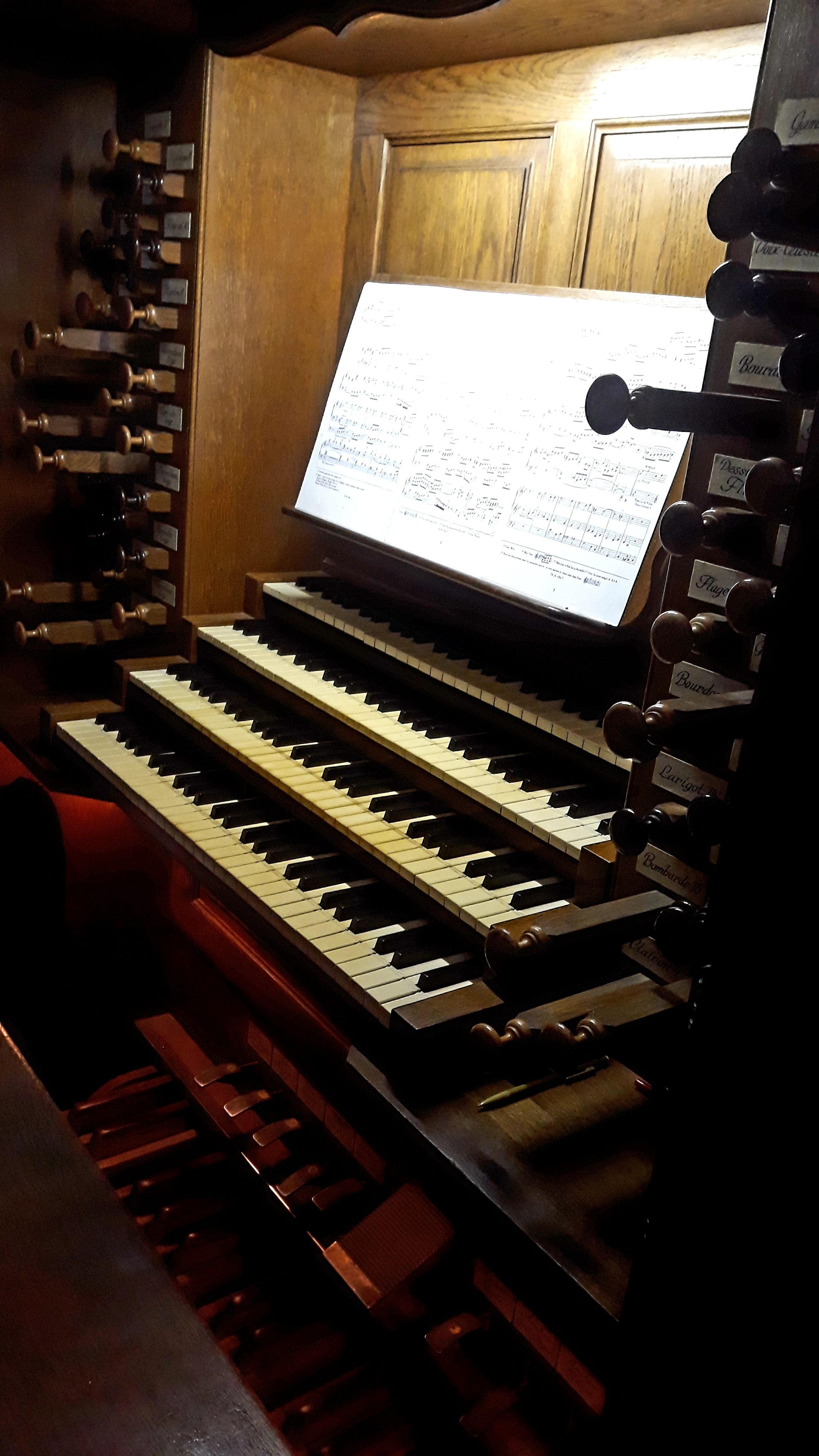
Console des Grandes Orgues.

Après avoir conclu que Merklin était trop cher, on[Qui ?] envisagea une restauration qui fut réalisée par Rinkenbach en 1924. L'orgue devient alors électro-pneumatique. En 1933, le facteur Victor Gonzalez fit une nouvelle restauration mais sans réelle conséquence puisque la Guerre enleva à la cathédrale le vitrail de la façade ouest, ce qui rendit l'orgue muet car il n'était alors plus protégé. C'est donc Robert Boisseau qui vint examiner le grand orgue et les ateliers Rœthinger qui de 1952 à 1955 travaillèrent à la réhabilitation de l'orgue.
En 1966 Paul Guilloux, alors organiste, décède et c'est André Pagenel, un jeune organiste aveugle qui lui succède. Mais cet organiste qui en 1967 donne un récital sur l'instrument compte bien redonner à la cathédrale des orgues digne d'elle. Marie-Claire Alain vint en 1971 à Bourges pour constater l'état  de l'instrument puis penser le nouvel orgue. En 1982 l'orgue est démonté par les ateliers Kern qui achèveront leur travail le 13 mai 1985.

#### Description
La disposition obtenue est la suivante :
| I. Positif, 56 notes | II. Grand-Orgue, 56 notes | III. Récit expressif, 56 notes | IV. Écho, 37 notes           | V. Pédale, 30 notes (à l'allemande) |
| --- | --- | --- | ---------------------------- | --- |
| Prestant 4' Doublette 2' Fournitures IV rangs Cymbales III rangs Bourdon 8' Nazard 2' 2/3 Tierce 1' 3/5 Larigot 1' 1/3 Trompette 8' Cromorne 8' Tremblant | Montres 16' Montres 8' Prestant 4' Fournitures IV rangs Fournitures II rangs Cymbales IV rangs Dessus de flûte 8' Bourdon 8' Flûte à Fuseau 4' Grosse Tierce 3 1/5 Nasard 2' 2/3 Quarte 2' Tierce 1' 3/5 Flageolet 1' Cornets V rangs 1re Trompette 8' 2e Trompette 8' Clairon 4' Chamades : Trompette 8 dessus | Gambe 8' Voix Céleste 8' Flûte Harmonique 8' Flûte Octaviante 4' Octavin 2' Cornets V rangs Trompette 8’ Clairon 4’ Basson-hautbois 8’ Voix humaine 8’ Tremblant | Cornets V rangs Trompette 8' | Flûte 16' Flûte 8' Gros Nasard 5 1/3 Flûte 4' Grosse Tierce 3 1/5 ) Flûte 2' Fournitures IV rangs Bombarde 16' Trompette 8’ Clairon 4’ |

Tirasses : I, II, III, et III en 4'. Accouplements : I/II et III/II. Appels anches : II, III et Pédale. Pédale d'expression sur le récit (III). Transmission : mécanique
Titulaires :

- 2011-2022 : Olivier Salandini[25].
- depuis 2022 : Augustin Belliot[26].

### Cloches
Le clocher contient 7 cloches (1 fixe).
| Nr. | Nom                                        | Année | Fondeur          | Masse (kg) | Ø (base) (cm) | Note | Parrains et Marraines                                                                              | Dédicace | Tour | Illustration |
| --- | ------------------------------------------ | ----- | ---------------- | ---------- | ------------- | ---- | -------------------------------------------------------------------------------------------------- | -------- | ---- | ------------ |
| 1.  | Guillaume-Étienne (dite Gros Guillaume)    | 1842  | Fonderie Paccard | 6 080      | 213           | fa2  | |          | Nord |              |
| 2.  | Henri-Zita (dite cloche de la Paix)        | 1933  | Fonderie Paccard | 3 471      | 180           | la2  | Charles de Bourbon, comte de Lignières Zita de Bourbon-Parme, impératrice-reine d’Autriche-Hongrie |          | Nord |              |
| 3.  | Marie-Thérèse                              | 1828  | Isidore Cornevin | 1 830      | 150           | do3  | |          | Nord |              |
| 4.  | Daniel-Mathilde (dite cloche de la Paix)   | 1933  | Fonderie Paccard | 1 463      | 135           | ré3  | Daniel Témoin, docteur Mathilde Jouslin                                                            |          | Nord |              |
| 5.  | Célestine-Martine (dite cloche de la Paix) | 1933  | Fonderie Paccard | 846        | 112           | fa3  | Martin-Jérôme Izart, archevêque de Bourges Anne des Méloizes                                       |          | Nord |              |
| 6.  | Louise (dite cloche de la Paix)            | 1933  |                  | 613        | 100           | sol3 | Louis Breton, archiprêtre de la cathédrale Marie-Louise Pinot                                      |          | Nord |              |
|     | Cloche du duc Jean de Berry (fixe)         | 1372  |                  |            |               |      | |          | Nord |              |

### Dimensions principales
Les principales dimensions remarquables de l'édifice sont :
- longueur hors œuvre : 125 m (contre 130 m pour Notre-Dame de Paris et 145 m pour Notre-Dame d'Amiens)
- longueur dans œuvre : 117,95 m.
- largeur dans œuvre : 41 m.
- largeur de la nef centrale dans le chœur : 14,96 m (15,25 m pour Saint-Étienne de Sens et 12 m pour Notre-Dame de Paris)
- largeur du premier collatéral : 6,52 m
- largeur du second collatéral : 6,65 m
- largeur de la façade occidentale : 55 m (61,60 m à Notre-Dame de Rouen)
- largeur de la façade occidentale y compris le pilier butant : 73,45 m.
- hauteur sous voûte du vaisseau central : 37,15 m (33 m à Paris, 42 m à Notre-Dame d'Amiens et 48 m à Saint-Pierre de Beauvais)
- hauteur des grands piliers : 17 m
- diamètre des grands piliers forts : 1,61 m
- diamètre des grands piliers faibles : 1,40 m[28]
- dimension d'un côté des deux premiers piliers (carrés) de la nef : 2,60 m
- hauteur sous voûte du collatéral intérieur : 21,30 m.
- hauteur sous voûte du collatéral extérieur : 9,50 m.
- hauteur du faîte du toit de la nef : 47,60 m.
- hauteur de la tour Nord dite « de Beurre » : 65 m
- hauteur de la tour Sud dite « Sourde » : 53 m
- superficie : 5 900 m2
- diamètre de la grande rosace : 9 m
- superficie du « Grand Housteau » : 150 m2
- hauteur des piliers de la crypte : 3,60 m
- diamètre des piliers de la crypte : 2,10 m

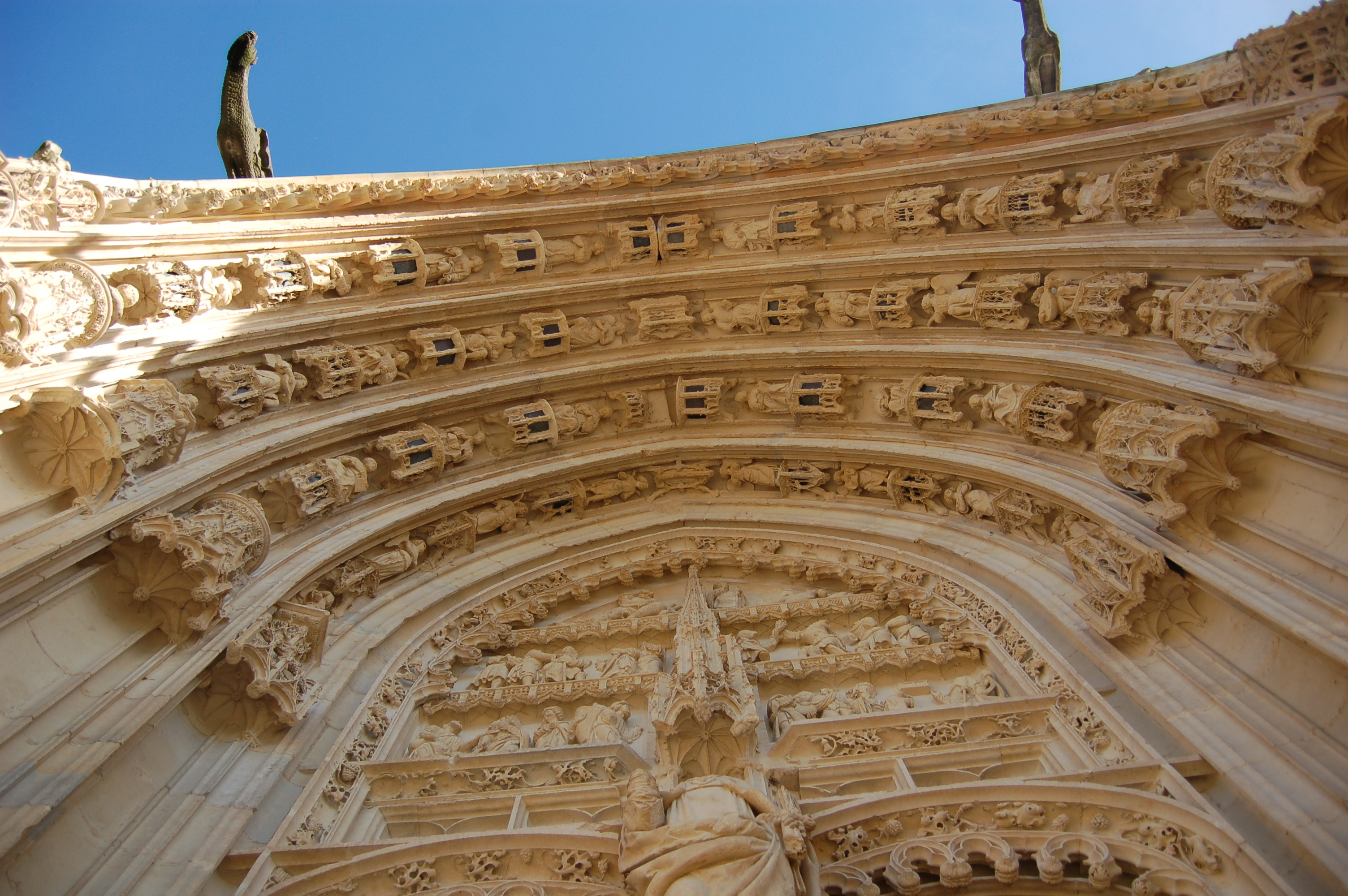
Porche de la cathédrale.
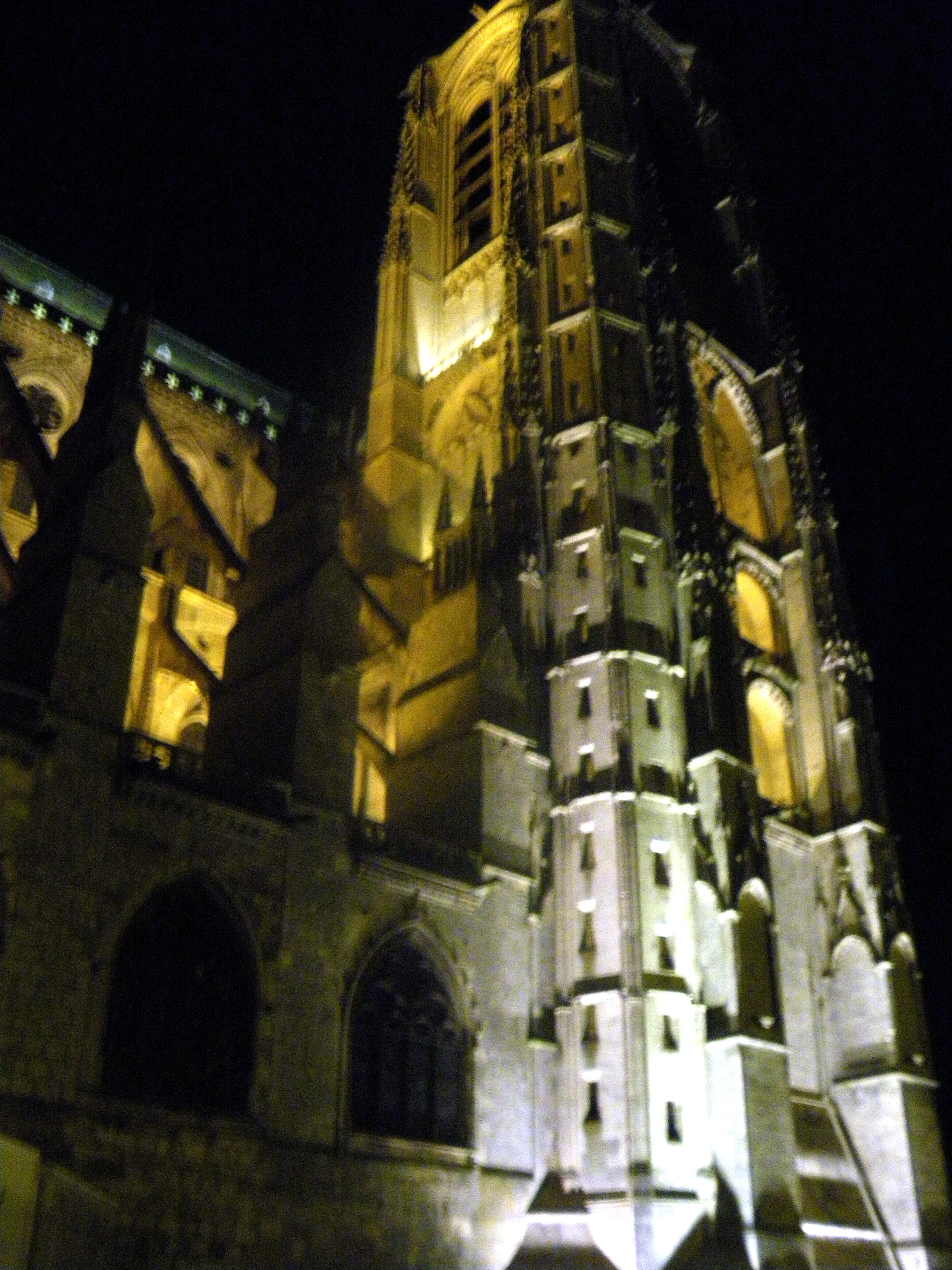
Tour nord de nuit, en 2009.
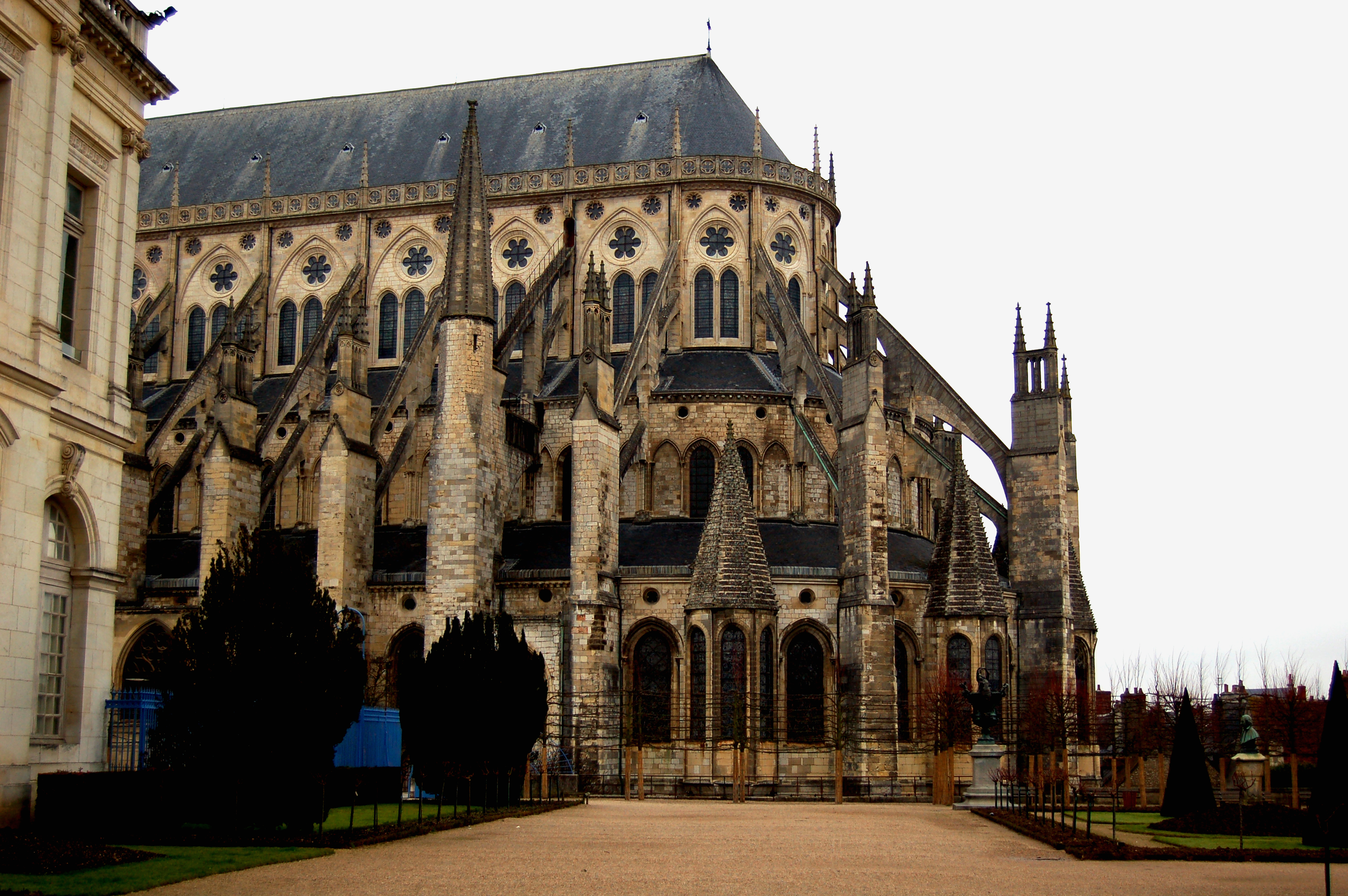
La cathédrale, vue depuis le jardin de l'Archevêché, en 2007.
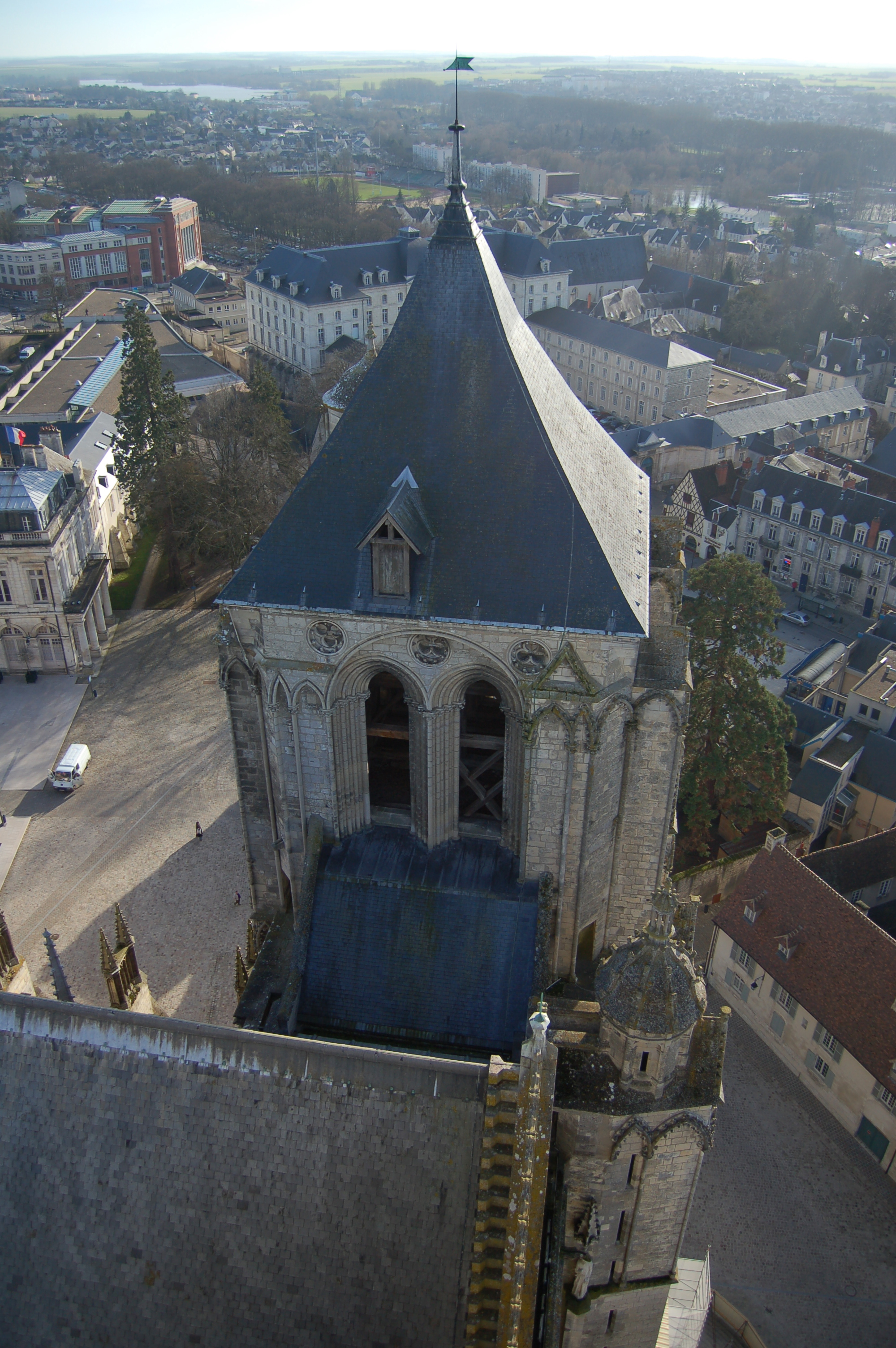
Vue en hauteur de la tour sud.
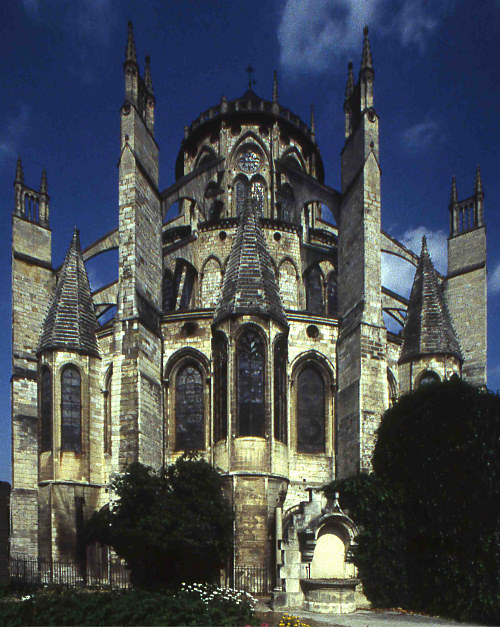
Arrière de la cathédrale, en 2005.
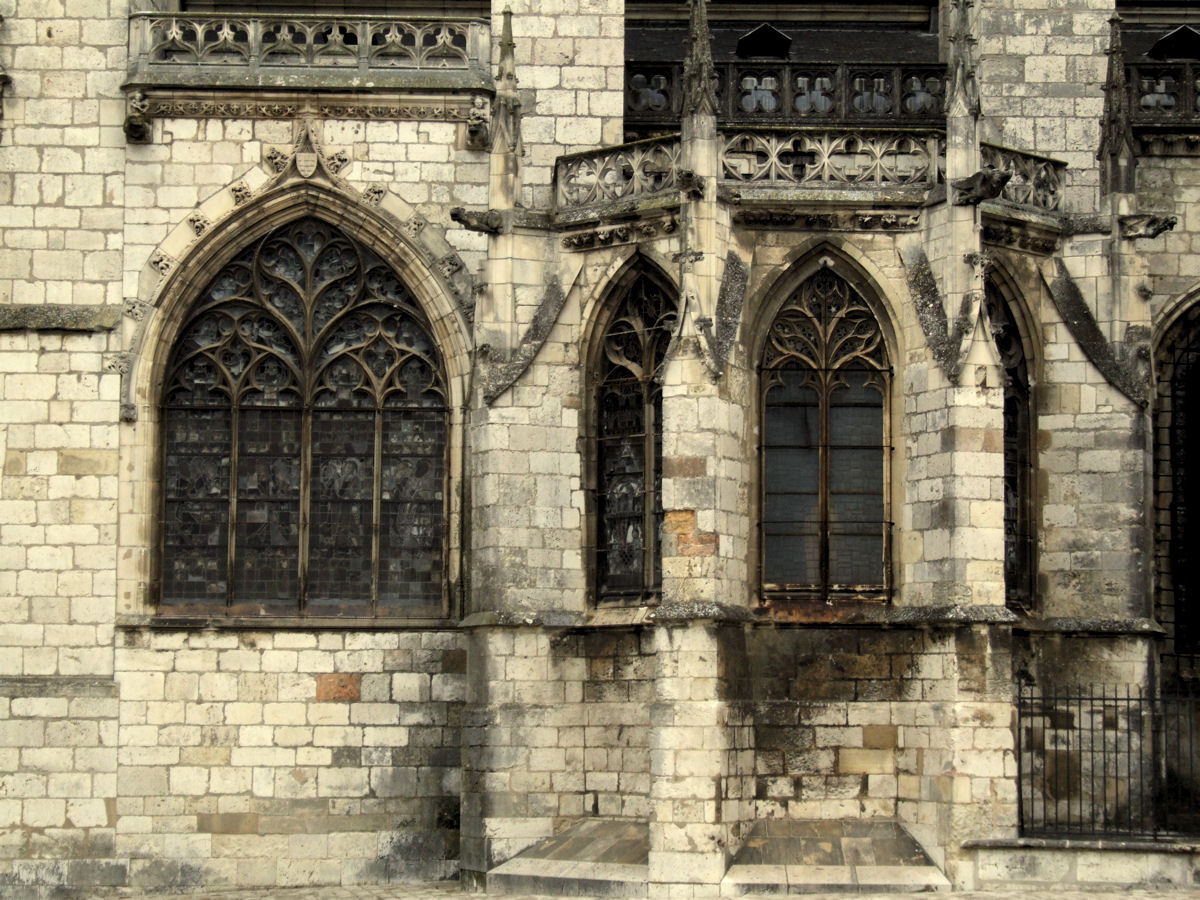
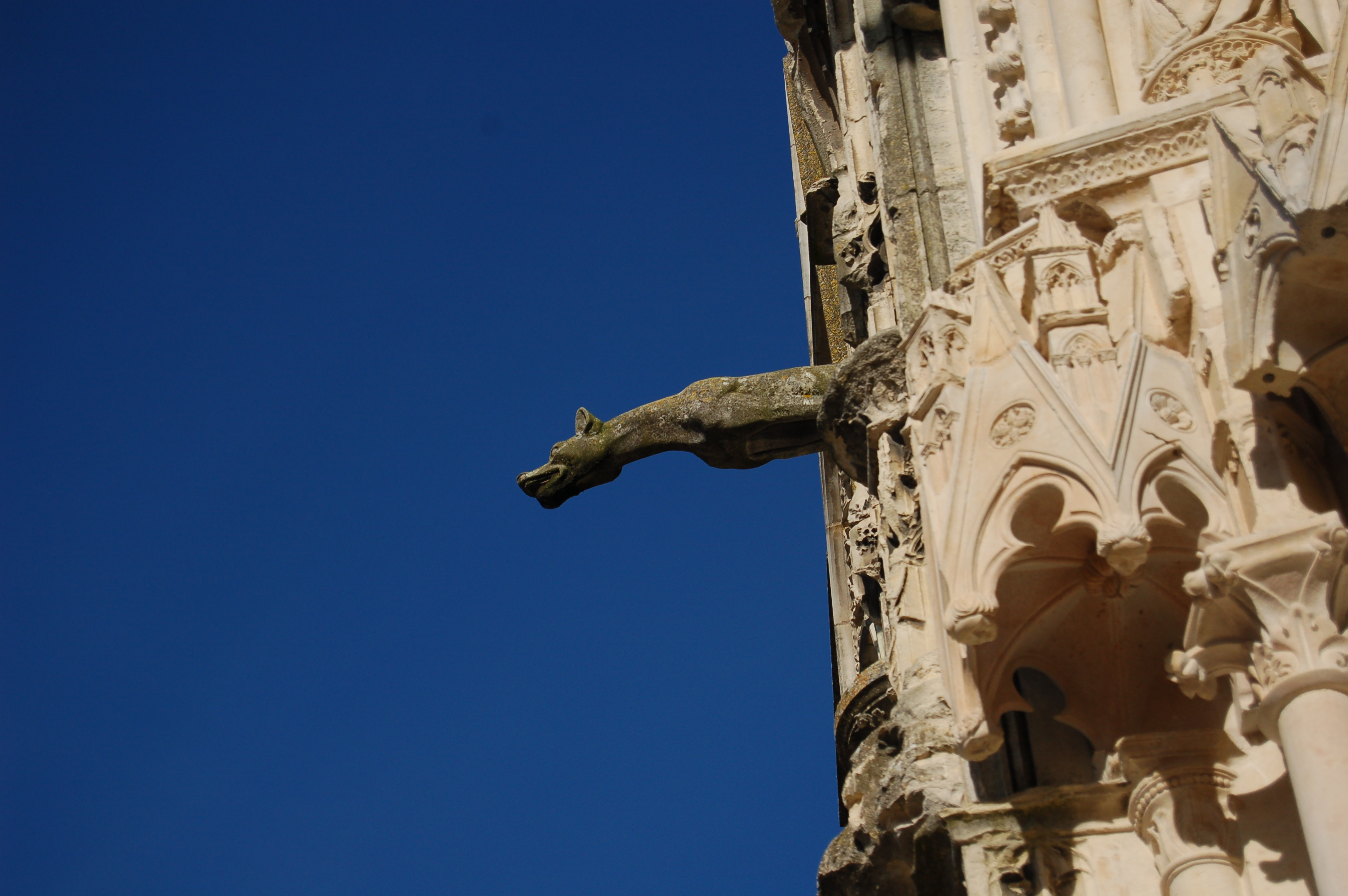
Une gargouille.
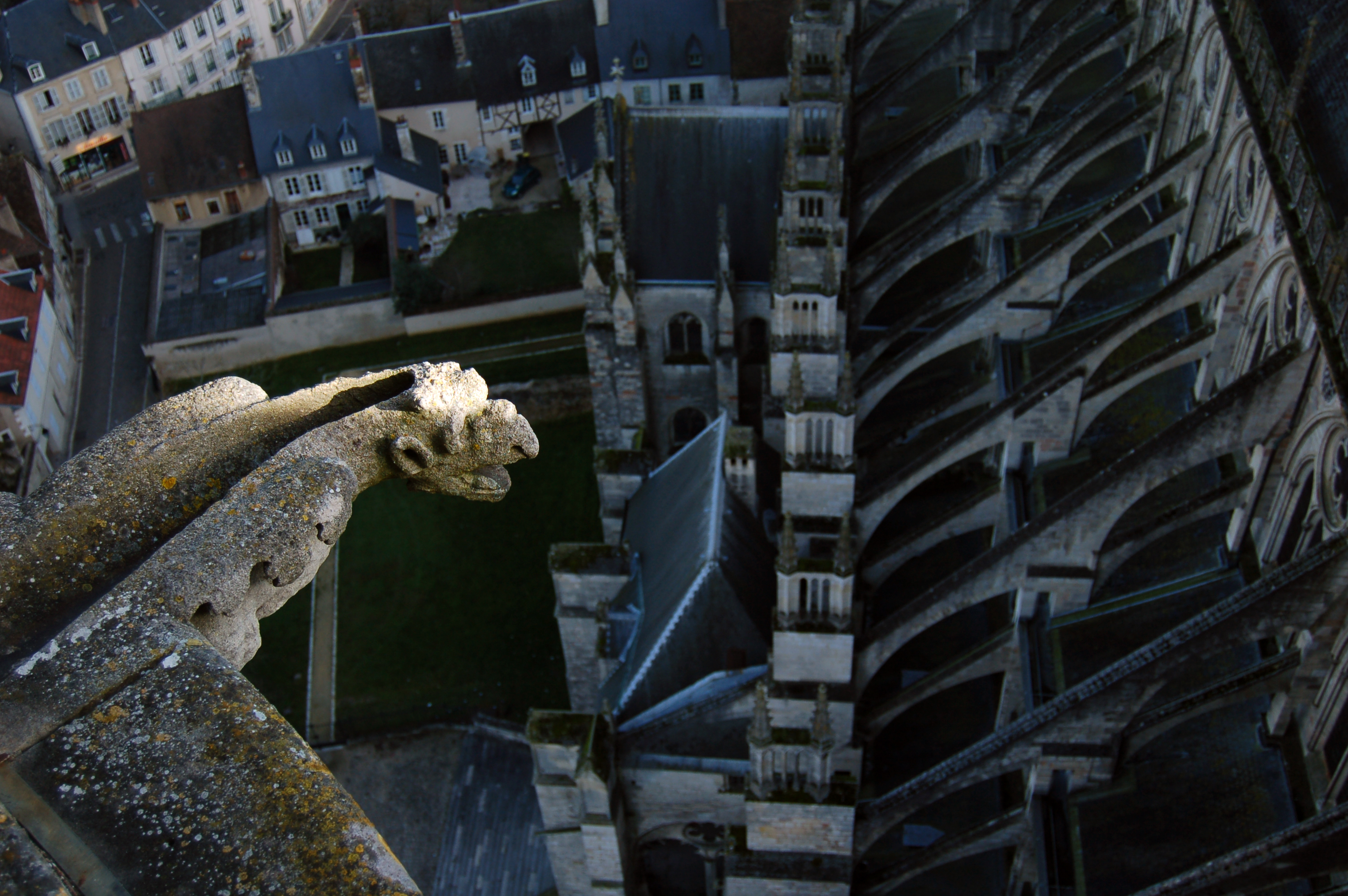
Une gargouille, vue depuis le haut de la tour nord, en 2007.
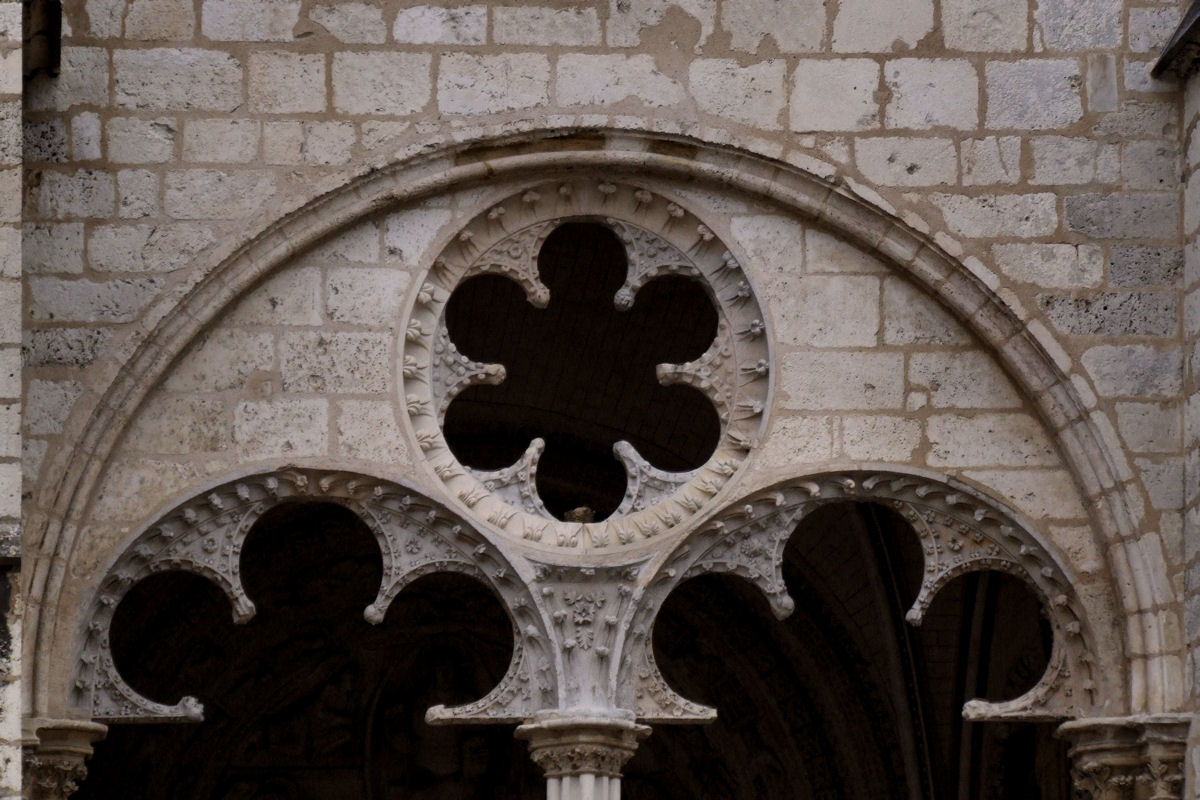
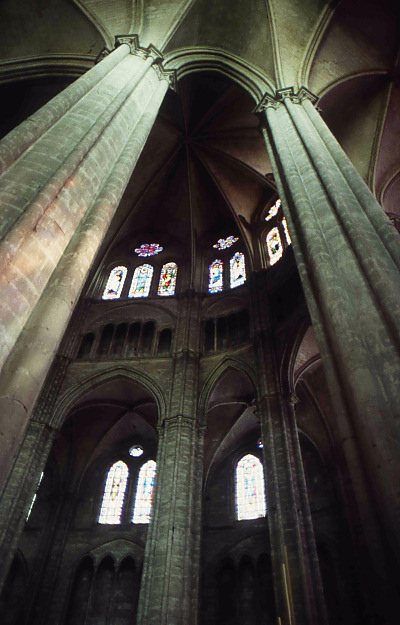
Intérieur de la cathédrale.
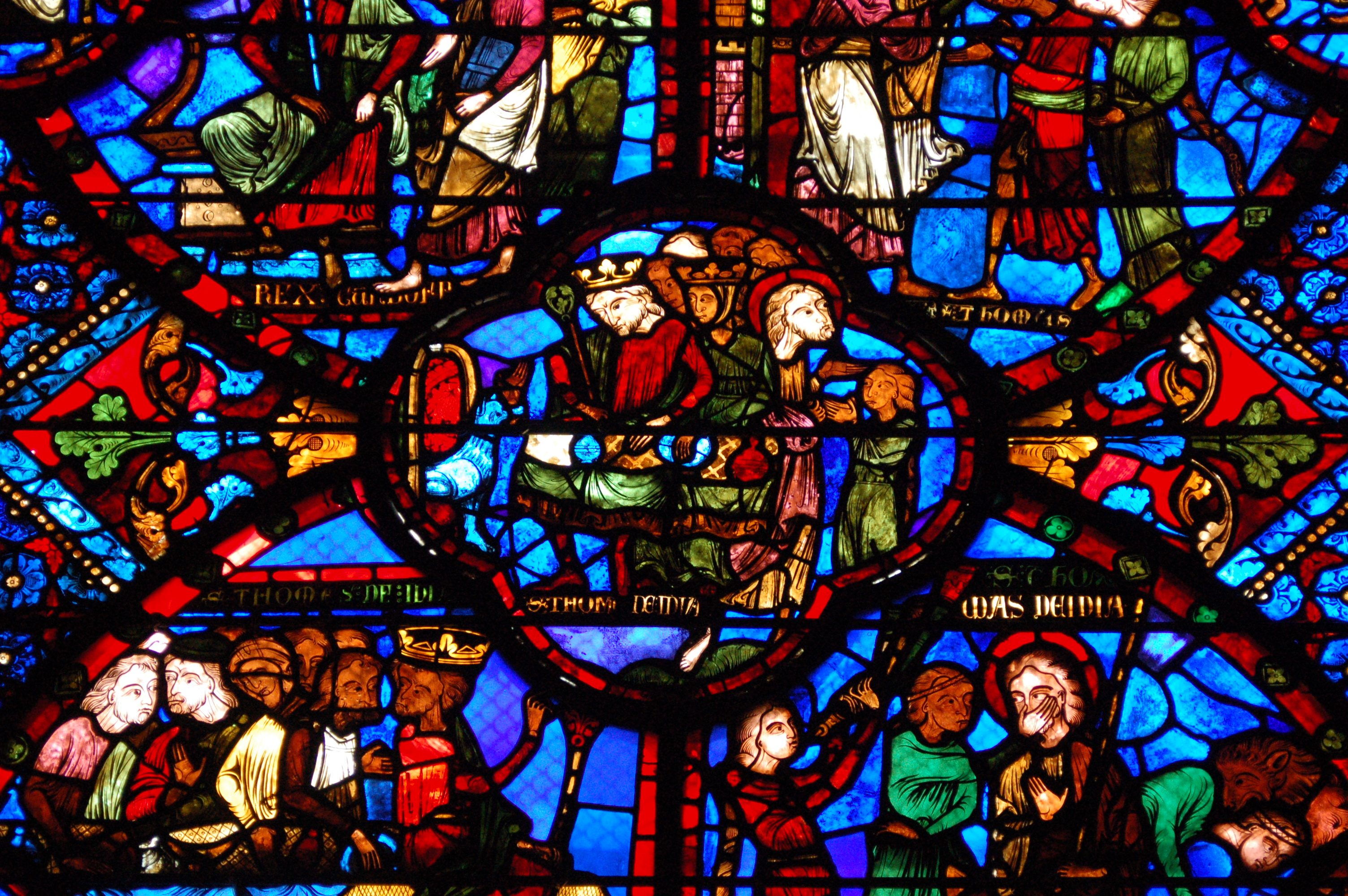
Détail d'un vitrail.
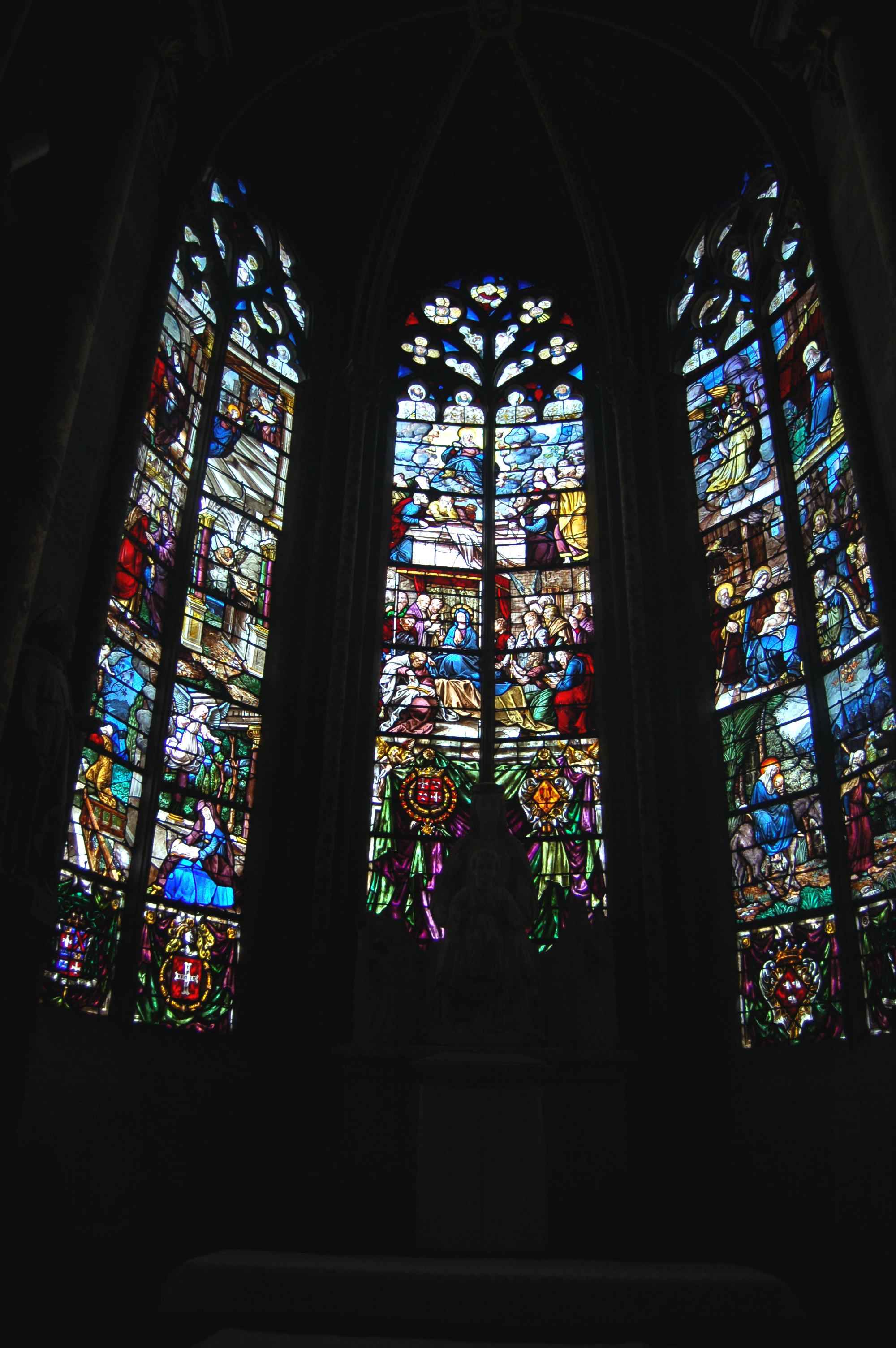
Vitrail du chœur.
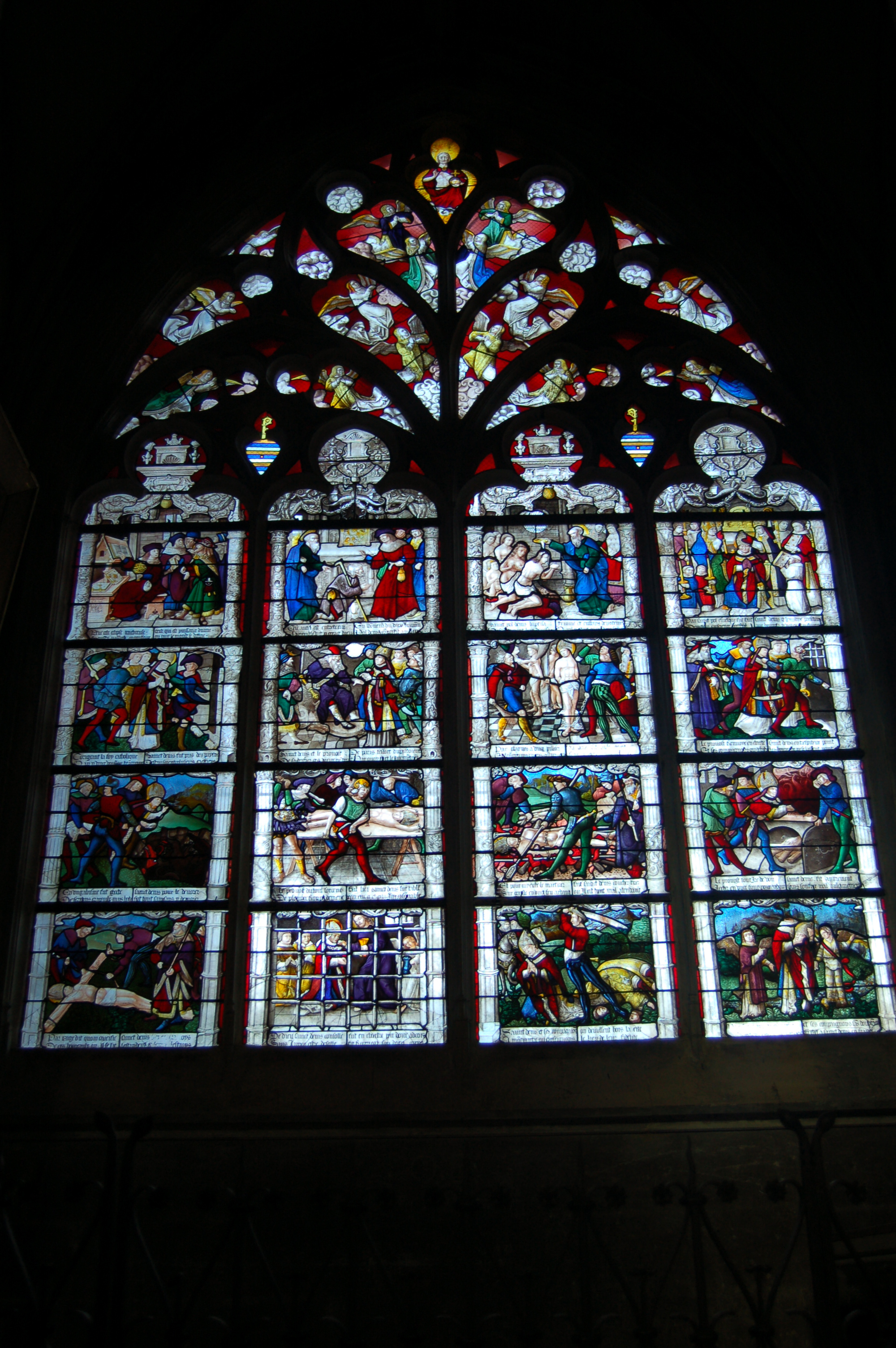
Vitrail.
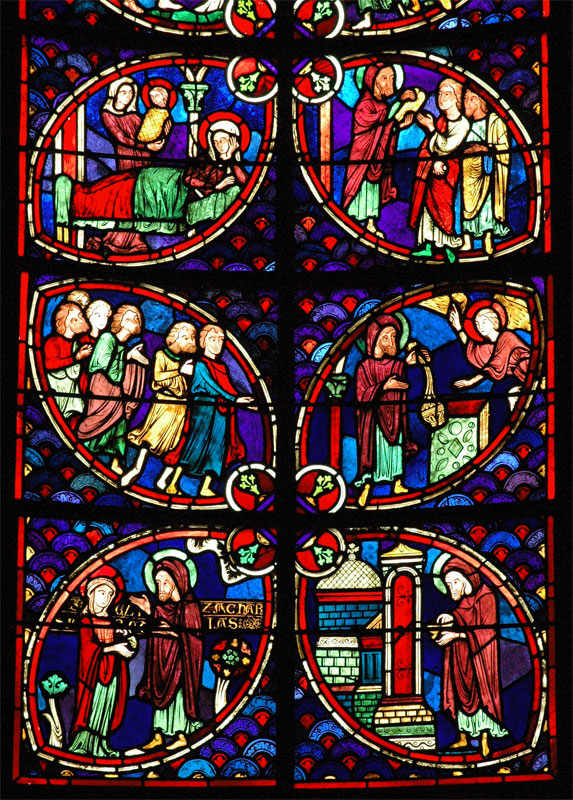

## La cathédrale dans les arts et la culture

### La cathédrale dans la culture

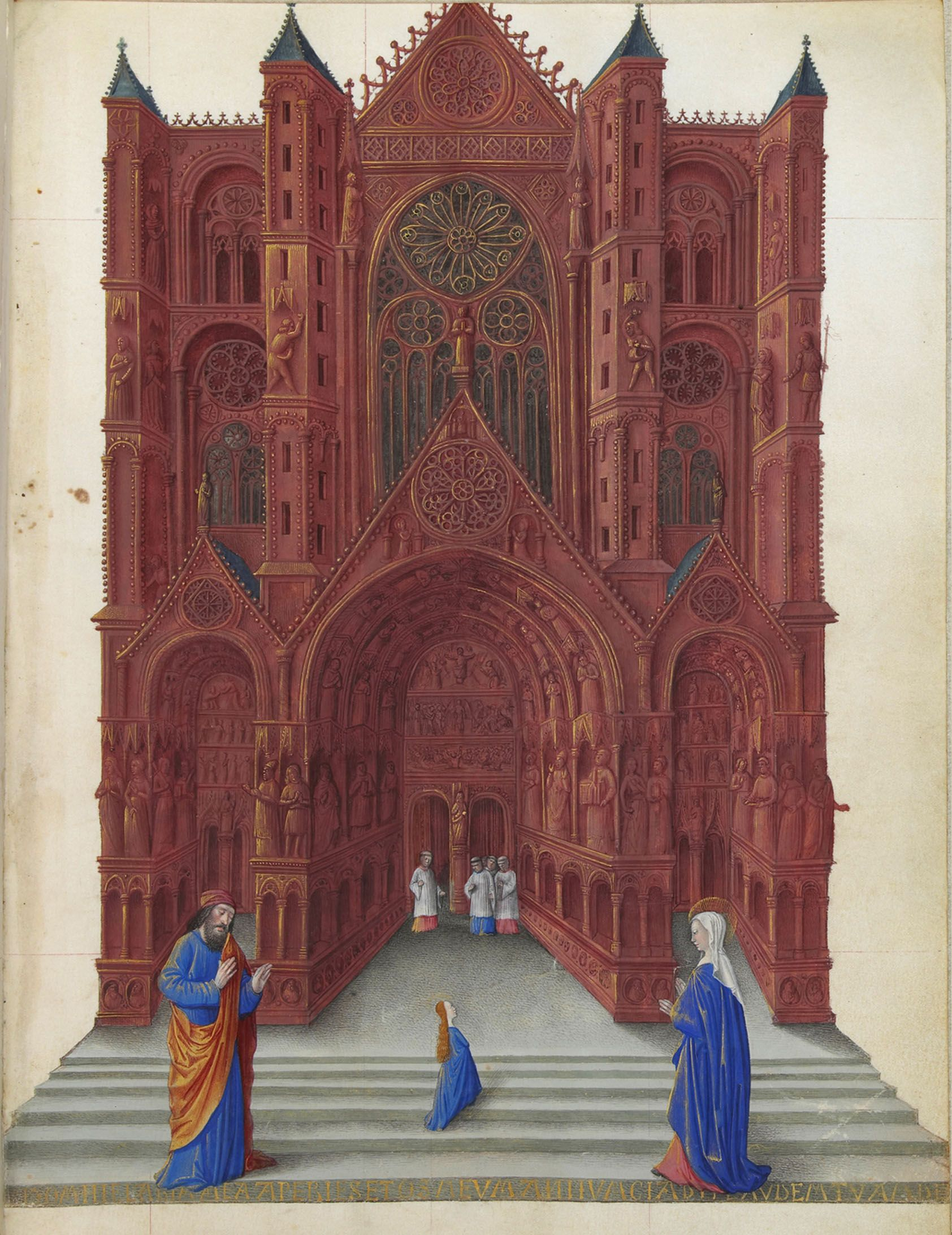
La Présentation de la Vierge au Temple, Les Très Riches Heures du duc de Berry, musée Condé, Ms.65, f.137.

La façade occidentale de la cathédrale se trouve représentée dans une miniature des Très Riches Heures du duc de Berry (f.137) dans une scène de la présentation de Marie au Temple avec sainte Anne et saint Joachim. C'est le peintre berrichon Jean Colombe qui a peint cette scène vers 1485-1486. La cathédrale se retrouve ici réduite à sa nef centrale et à ses deux premiers bas-côtés.
L'artiste contemporain Shizuka Murayama l'a également représentée dans une huile sur toile.
La cathédrale sert de décor au film sur l'incendie de Notre-Dame de Paris, Notre-Dame brûle de Jean-Jacques Annaud, sorti en 2022. Elle est choisie pour sa ressemblance avec Notre-Dame de Paris.

### Philatélie et numismatique
Le 8 juin 1965, la poste française émet un timbre représentant la cathédrale à l'occasion du 37e congrès de la Fédération des sociétés philatéliques françaises qui se déroulait dans la ville. Le 13 août 1979, un second timbre représentant les tours de la cathédrale est émis dans la série sur les Monuments historiques.
Une vue de la cathédrale se trouve sur certains « euros de Bourges », créés par la S.N.C.B. et frappés à l'occasion d'un anniversaire du Printemps de Bourges. Sous cette vue figurent 1196 - bien que la construction de la cathédrale ait été entreprise une année auparavant, et 1996, année des 20 ans du festival.
En septembre 2011, la Monnaie de Paris a édité des pièces de 10 euros frappées à l'effigie des Régions. Celle du Centre, faite d'argent et éditée à six mille exemplaires, porte une vue de la Cathédrale Saint-Étienne de Bourges, aux côtés du château d'Azay-le-Rideau et d'un cerf symbolisant la Sologne.